# Хиналиг
Хиналиг (азерб. Xınalıq; хинал. Хиналик) — село в Губинському районі Азербайджану, розташоване на висоті 2100—2200 метрів вище рівня моря над річкою Кудіалчай. Відомо своєю мовою, своєрідними звичаями та традиціями. В наші дні в Хинализі проживає близько двох тисяч жителів. Майже все населення є корінним.
Розташоване у важкодоступному районі на південному заході Губинського району на схилі гори Кизилкаю на північному схилі Головного Кавказького хребта, навпроти однойменної гори Хиналиг. Своєю важкодоступністю, своєрідною мовою, унікальним архітектурним виглядом та культурою село приваблює туристів та мандрівників. Тут є храм Вогнепоклонників, що відноситься до середніх віків, гробниця Хидира Небі, мечеті Шейха Шалбуза, Абу Мусліма, печери і численні невивчені археологічні пам'ятки.
Більшу частину території займають субальпійські та альпійські луки.
До Хиналига з районного центру Губи веде асфальтована дорога. Тут розташована прикордонна застава та один із входів до Шахдазького національного парку.
Уся високогірна територія довкола Хиналигу є Шахдазьким національним парком.
"Культурна спадщина хинализців і маршрут «Кеч-Йолу (історичний кочовий шлях завдовжки понад 200 км (Губа-Шамахи-Гобустан))» внесені до списку Світової спадщини ЮНЕСКО на 45-й сесії Комітету світової спадщини у вересні 2023 року.

## Історія
Хіналузці — нащадки населення стародавньої Кавказької Албанії. Перші згадки про них у писемних джерелах відносяться до XVIII століття. До XIX століття Хиналиг входив до складу Ширванського, з другої половини XVIII століття — Губинського ханства.
Згідно з однією з версій, Ноїв Ковчег облаштувався на території Хиналига і, виходячи з цього, народ Хиналугци є його нащадками. Згідно з цією версією, первинним місцем облаштування Ноя були гори, прилеглі до села. Упродовж періоду їх проживання стався землетрус, який зруйнував усе створене ними господарство, і частина населення, що залишилася живою, переселилася на нинішню територію Хиналига.
У процесі археологічної експертизи знайдених знахідок було встановлено, що вони були створені близько 2 тисяч років тому.
Лінгвістика показує, що хіналузька мова не має живих родичів ближче 4000 років.

## Походження назви
Назва «Хиналиг» не має зв'язку із давньою історією села. За однією з версій, назва пов'язана з горою, що розташована навпроти села, породи якої мають біло-червоний колір. При сходженні сонця над горою село забарвлюється в яскраво-оранжевий колір, ідентичний кольору хни. Назва «Хиналиг» почала використовуватися приблизно в 50-60 роки XIX століття.

## Мова
У Хинализі понад 4000 років зберігають свою мову. Народ, що проживає в Хинализі, говорить на давній мовній галузі, властивій тільки цьому регіону. Самі хіналугці позначають хіналузьку мову як кетшську. Хіналузька мова відноситься до нахсько-дагестанської родини мов, що не має різних діалектів та акцентів. Єдиною відмінністю у вимові всього села, можливо, різна вимова певних слів в основних кланів села.

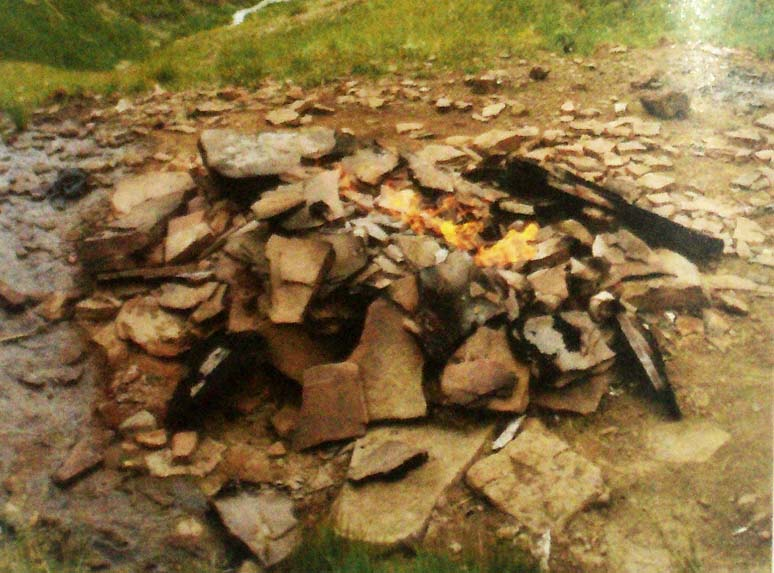
Чӏаь йувур джигаь («місце, де горить вогонь») — Хинализький атешгях до відновлення

## Освіта
Зараз у селі Хиналиг функціонує школа-інтернат, збудована Міністерством освіти Азербайджану у 2008 році. Школа розрахована на 300 учнів, а також має гуртожиток розрахований на 50 учнів, стадіон, комп'ютерний зал, котельню, спортивний зал і медичний кабінет.

## Культура

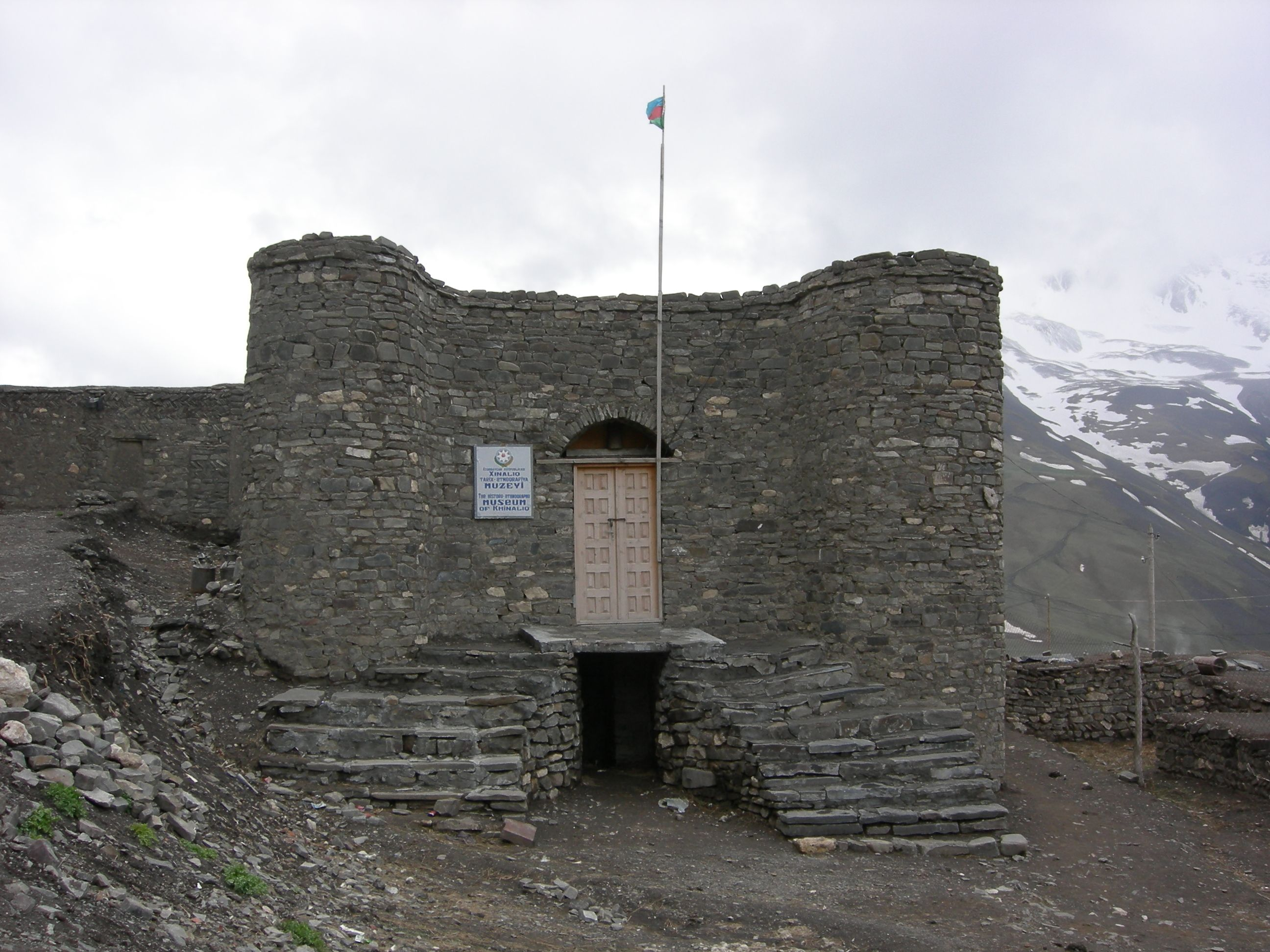
Історико-етнографічний музей села Хиналиг

Хиналиг входить до списку історичних пам'яток мають світове значення ЮНЕСКО і є музеєм просто неба.
Розпорядженням президента Азербайджану Ільхама Алієва від 19 грудня 2007 року історична територія села Хиналиг була оголошена державним історико-архітектурним та етнографічним заповідником «Хиналиг».

### Архітектура
Згідно з ухваленим рішенням номер 132, Кабінету Міністрів Азербайджанської Республіки, 2 серпня 2001 року Хиналиг був включений до списку «Історичних та культурних пам'яток світового значення».
У 2008 році Хиналиг був включений до списку Всесвітнього фонду пам'яток як «історична пам'ятка світового значення, що перебуває під наглядом».
Відповідно до 2563 виданого 19 грудня 2007 року та підтвердженого 19 грудня 2008 року з боку Кабінету Міністрів Азербайджанської Республіки, указу Президента Азербайджану, історична територія Хиналиг є державним історико-архітектурним та етнографічним заповідником. Виходячи з цього указу:
1. Заповідник перебуває в управлінні Міністерства культури Азербайджанської Республіки.
2. Усі об'єкти, що перебувають на території, включаючи історичні, культурні, археологічні, етнографічні, нумізматичні тощо перебувають під охороною держави.
3. Уся територія заповідника є недоторканною та не підлягає використанню.

Будинки в селі збудовані за принципом каскаду, і таким чином дах кожного будинку є ґанком наступного, що розташований вище за цей. У Хинализі коров'ячий послід використовують у будівництві будинків, а також застосовують у господарстві для розпалювання камінів узимку. Для використання його змішують із глиною та соломою та спресовують у цеглу.
Історико-етнографічний музей села Хиналиг
2001 року жителі села Хиналиг заснували Історико-етнографічний музей села. У ньому представлені давні експонати, що відносяться до села, знайдені у різні періоди його існування. Сюди відносяться як різноманітні документальні експонати, так і предмети господарства та мистецтва. Візуально музей нагадує маленьку стародавню фортецю, збудовану з натурального каменю.

### Віросповідання
До ісламської віри хіналугці були вогнепоклонниками. Вогонь тут досі є предметом особливої поваги.
Початком відліку прийняття ісламу в Хинализі вважається XII століття, саме в цей період Абу Муслім став поширювати його серед населення. На даний момент в селі Хиналиг є близько 7 мечетей. Перша мечеть, що називається Джума мечеть, з'явилася у XII столітті з прийняттям ісламу населенням села. Мечеть названа на честь Абу Мусліма, і називається як мечеть Абу Мусліма. Крім Джума мечеті в Хинализі також є мечеті: Шейх Шалбуз, Шейх Ісрафіл баба, Хидир Набі, Мохудж Баба та інші.

## Хинализький атешгях

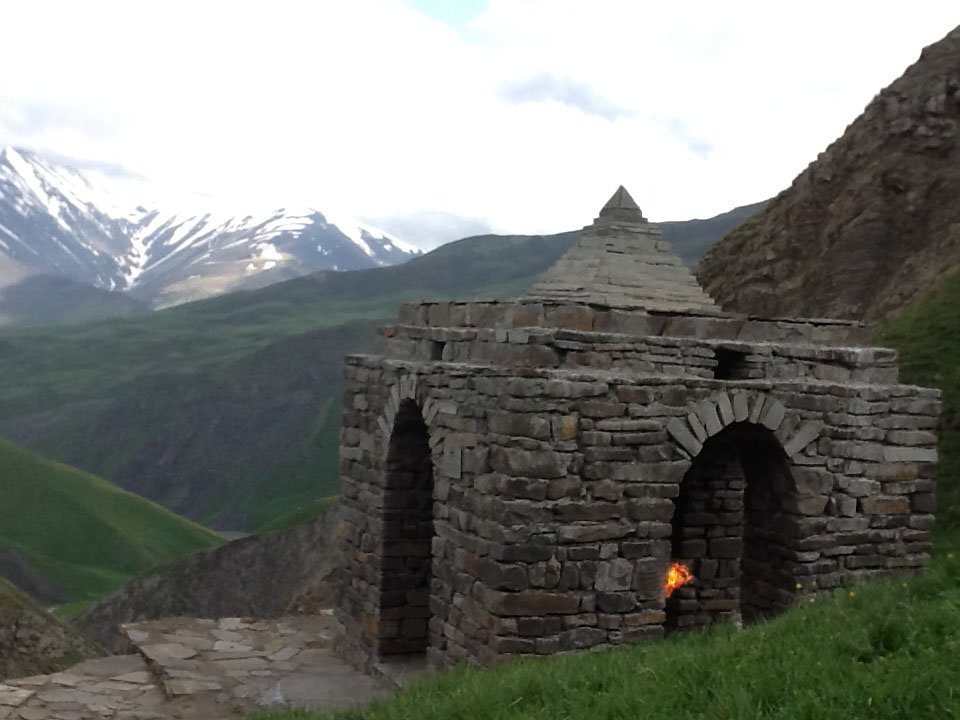
Відновлений атешгях у с. Хиналиг, Азербайджан

Приблизно за 5 км на захід від села, на висоті ~3000 м над рівнем моря, на відрозі гори Шахдаг, біля підніжжя скелі Гизил-гаю розташований атешгях — зороастрійський храм вогню з природним полум'ям. Храм був відновлений на місці колишніх руїн зусиллями World Zoroastrian Organisation та Міністерства культури та туризму Азербайджану у 2016 р.. Пам'ятку внесено до Реєстру історичних та культурних пам'яток Азербайджану під номером 4647.
Про існування у високогір'ях цієї частини Кавказу культових споруд, основу яких присутня зороастризм, неодноразово згадують різні автори.
Так, мандрівник XVII століття Адам Олеарій пише:
«…Ельбурс є частиною Кавказьких гір, в області Табесеран, що межує з Грузією, і його висоти дуже добре видно з описаних зараз гір. На цьому Ельбурсі перси колись тримали свій невгасимий вогонь і поклонялися йому; але тепер цього вогню та його шанувальників немає…, вони пішли звідти в Індію…»
Як випливає з опису та карти, яку додає Олеарій, Ельбурсом він називав гору Шахдаг, і, відповідно, йдеться про природні вогні, розташовані на її відрогах.
Священнослужитель Макар Бархударянц у 1893 р. наводить відомості про храми вогню, серед яких згадується і хинализький:
«…багін (храм) був побудований у Кубинському повіті поблизу села Хиналик біля вулкана під назвою Атешгях, де на стародавніх залишках прибульцями з Індії було споруджено різні споруди».

## Відомі уродженці та жителі
- Рагім Алхас — азербайджанський поет та публіцист.
- Лала Аббасова — депутат Міллі Меджлісу — парламенту Азербайджану третього скликання, педагог, журналіст.
- Шафагат Набієв — член правління Спілки малих підприємців в Україні, бізнесмен, меценат, займається благодійною діяльністю.

## Цікаві факти
Розташування хинализького атешгяха на висоті близько 3 км над рівнем моря робить його найвищим зороастрійським храмом вогню у світі.

## Галерея
Село

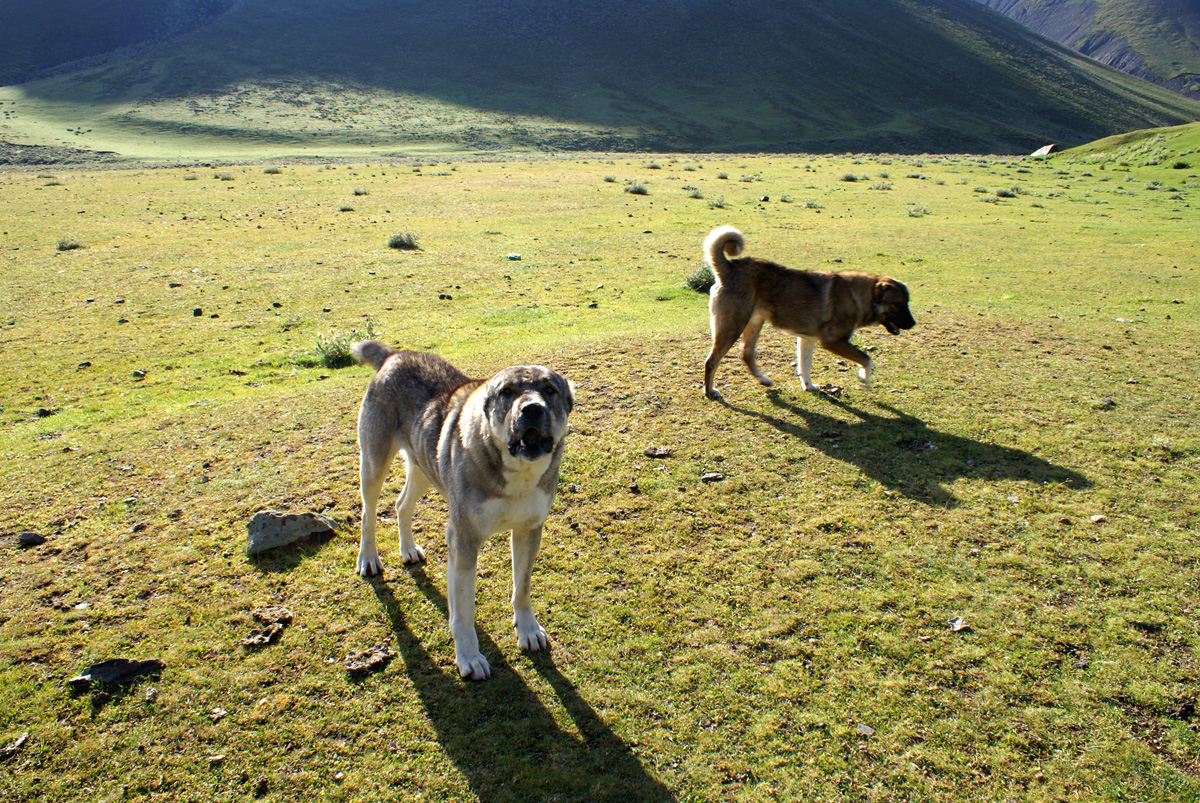
Кавказька вівчарка
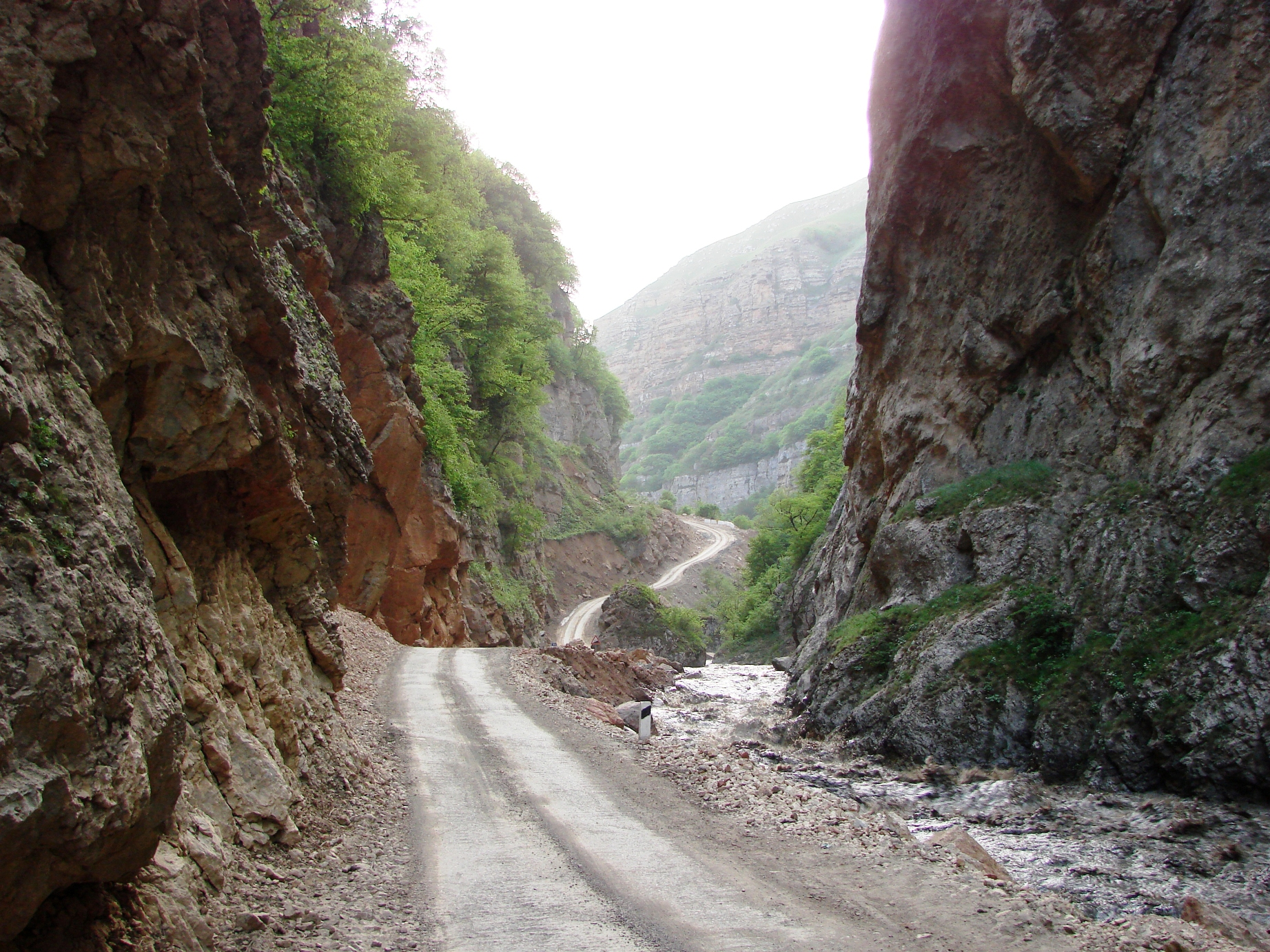
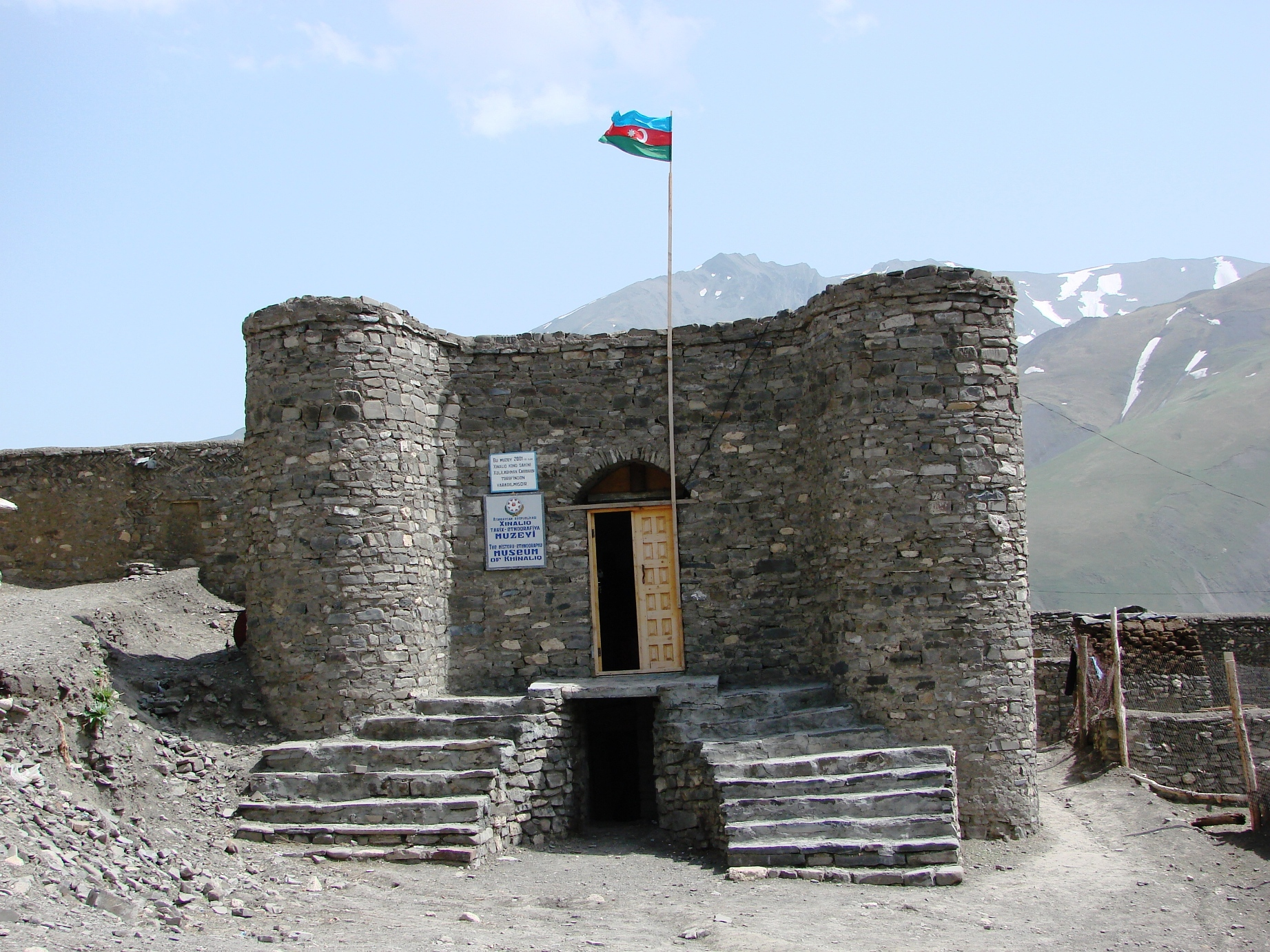
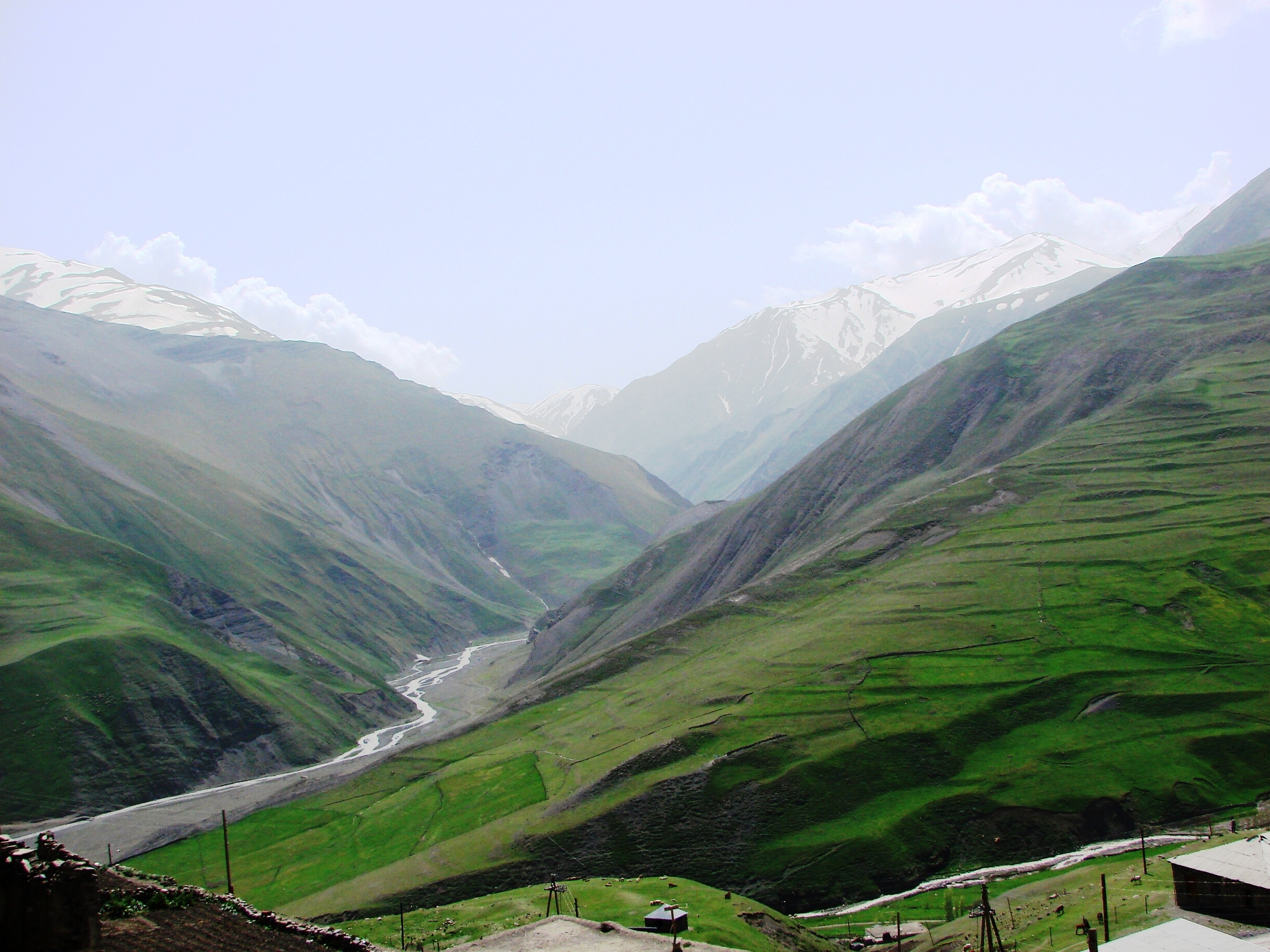
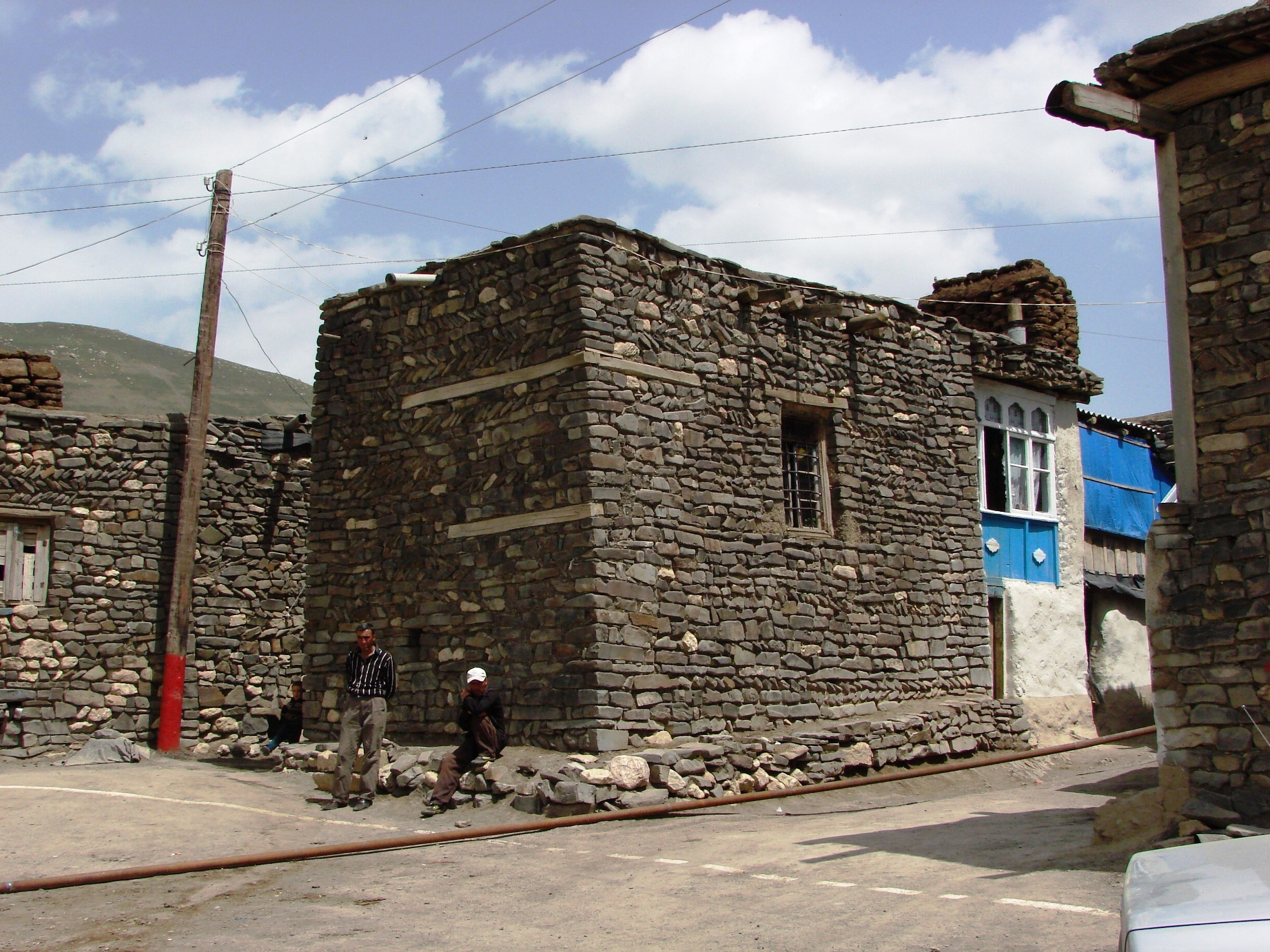
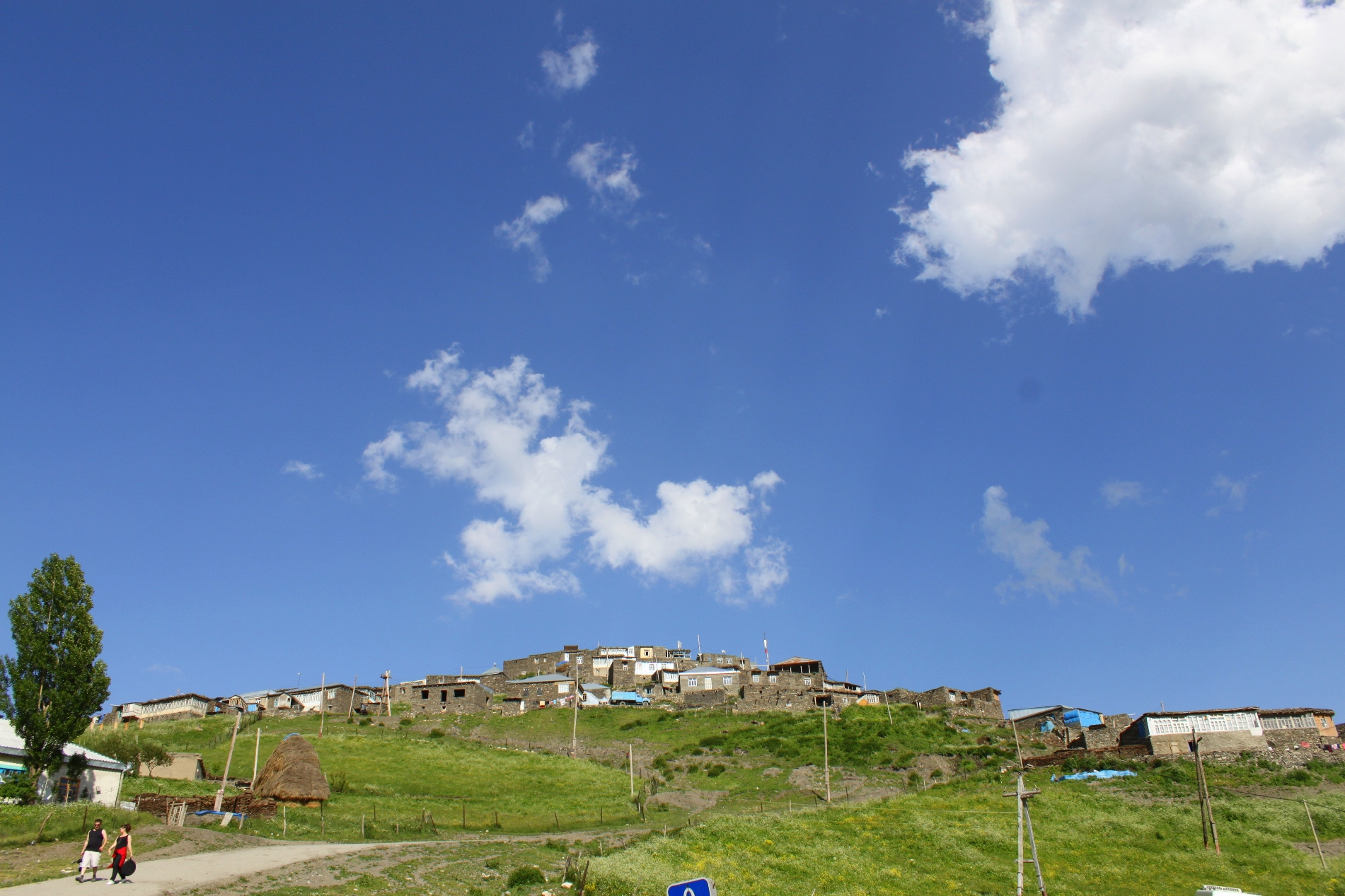
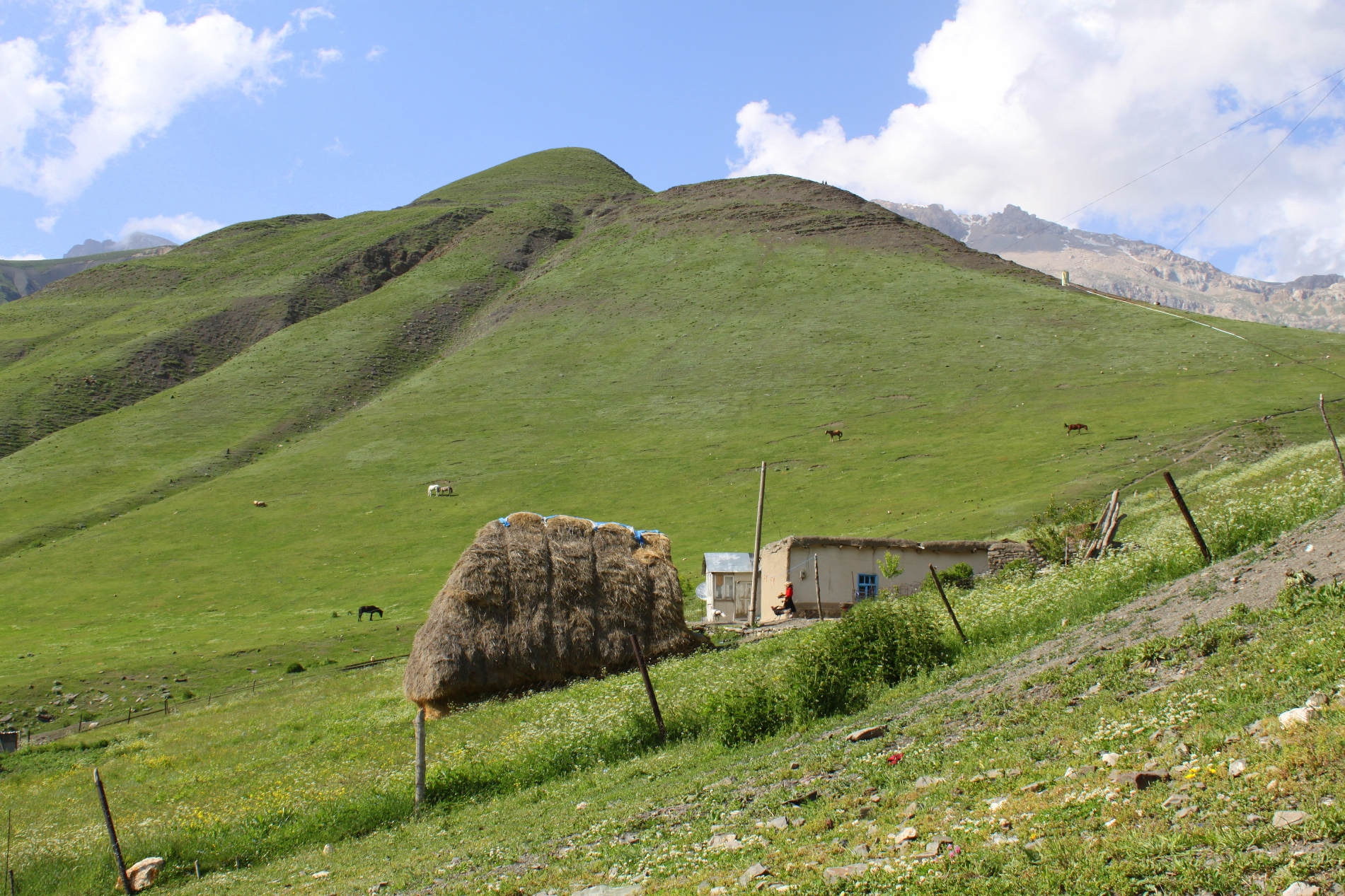
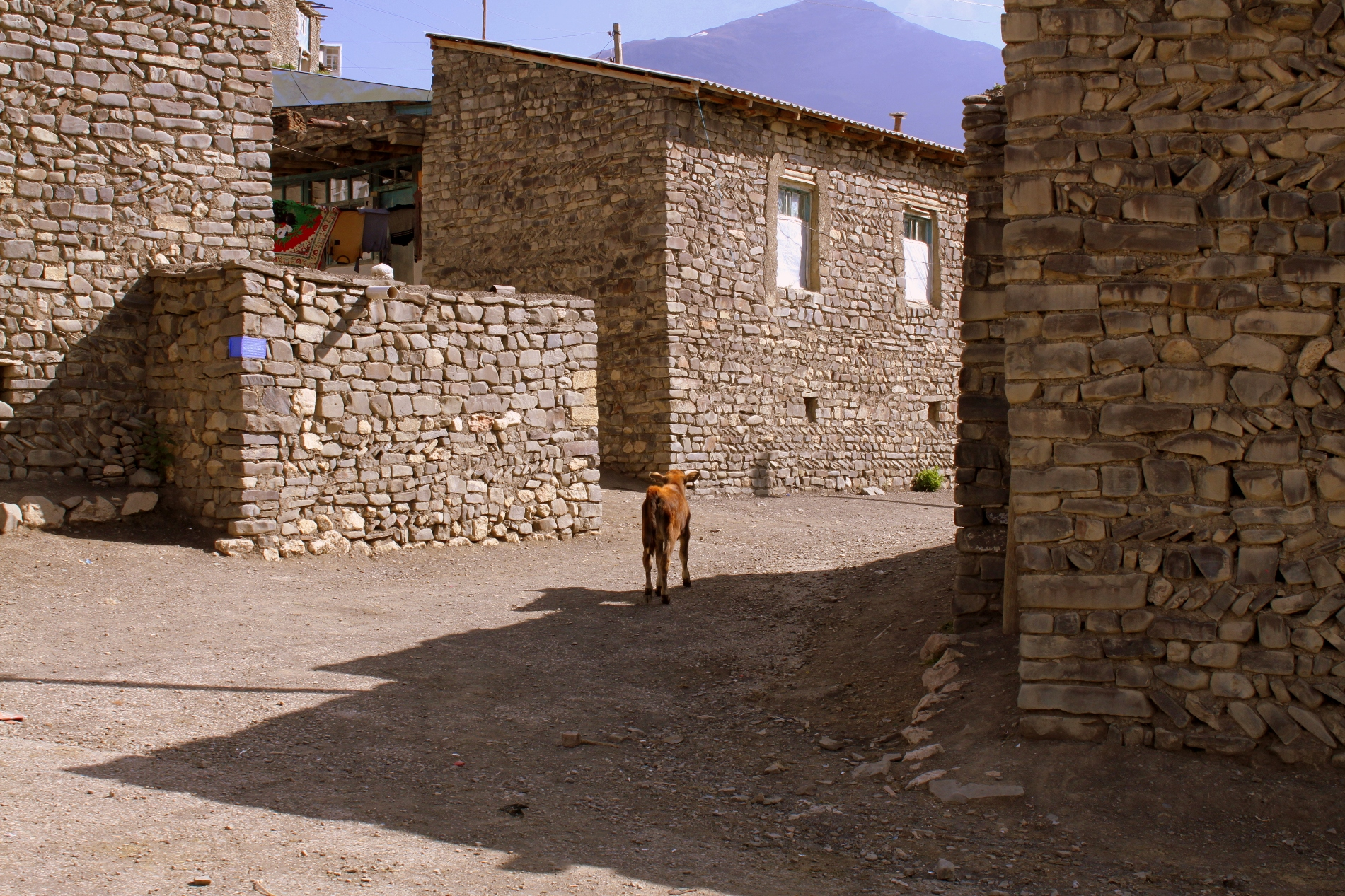
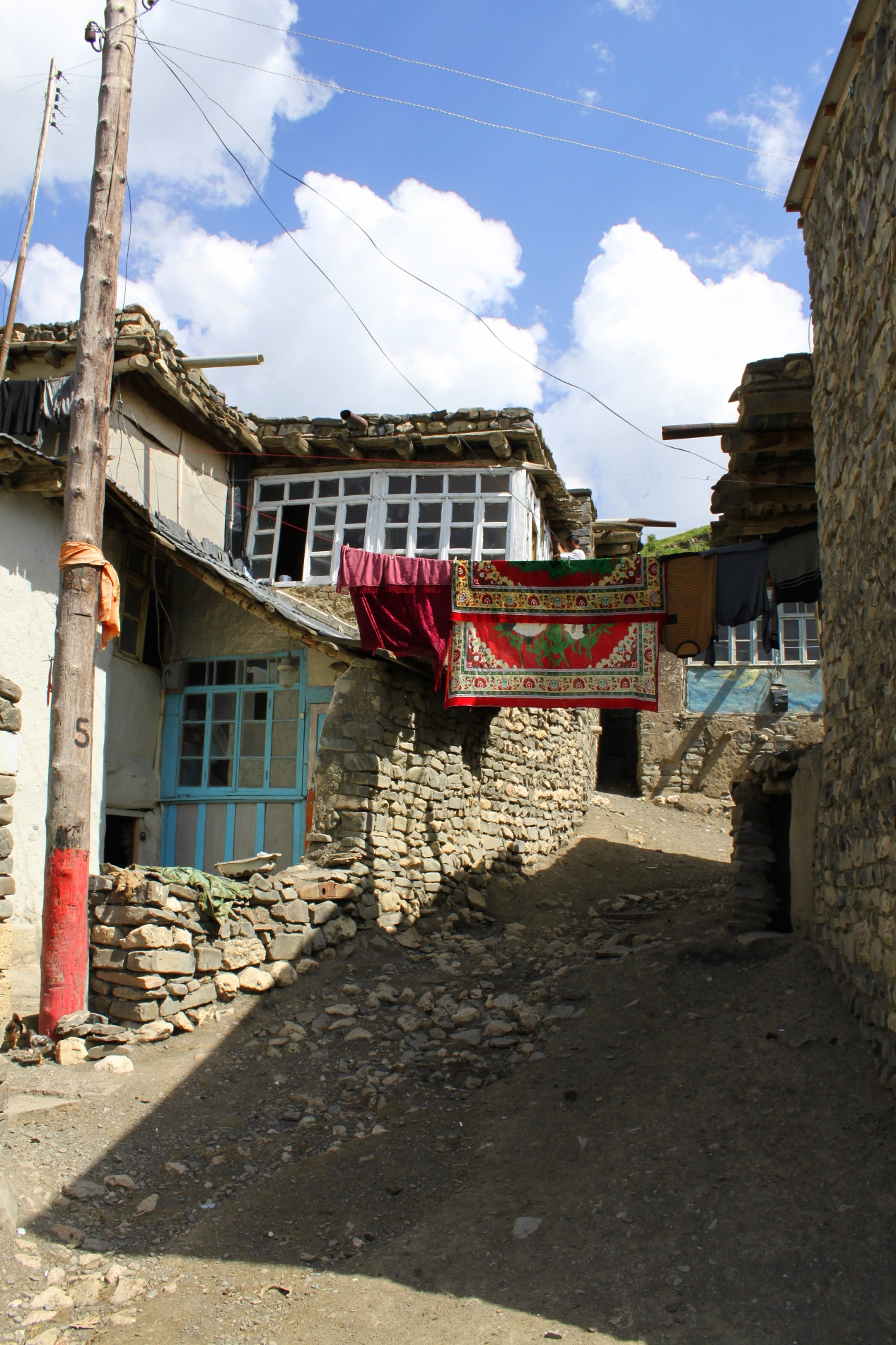
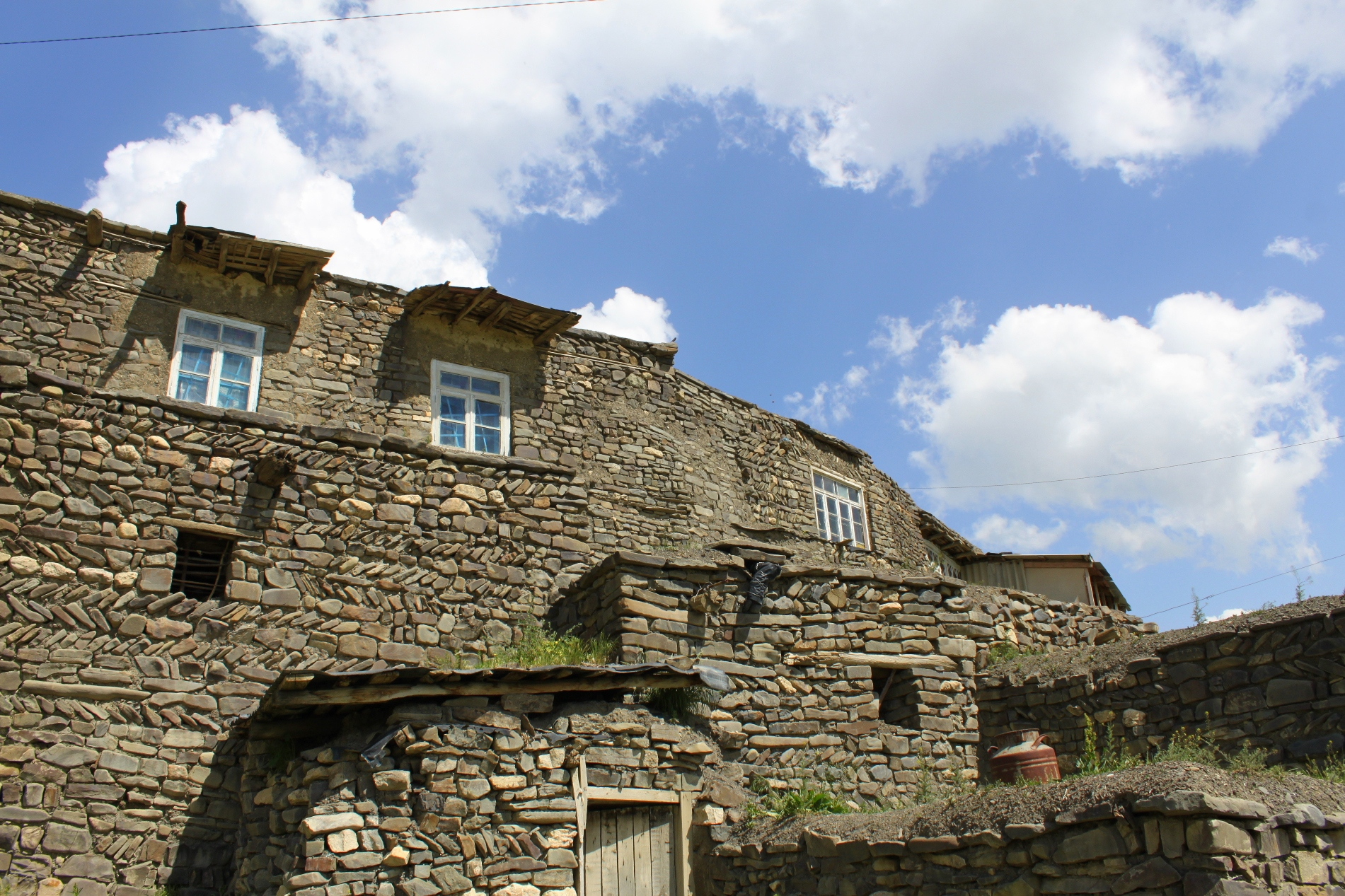
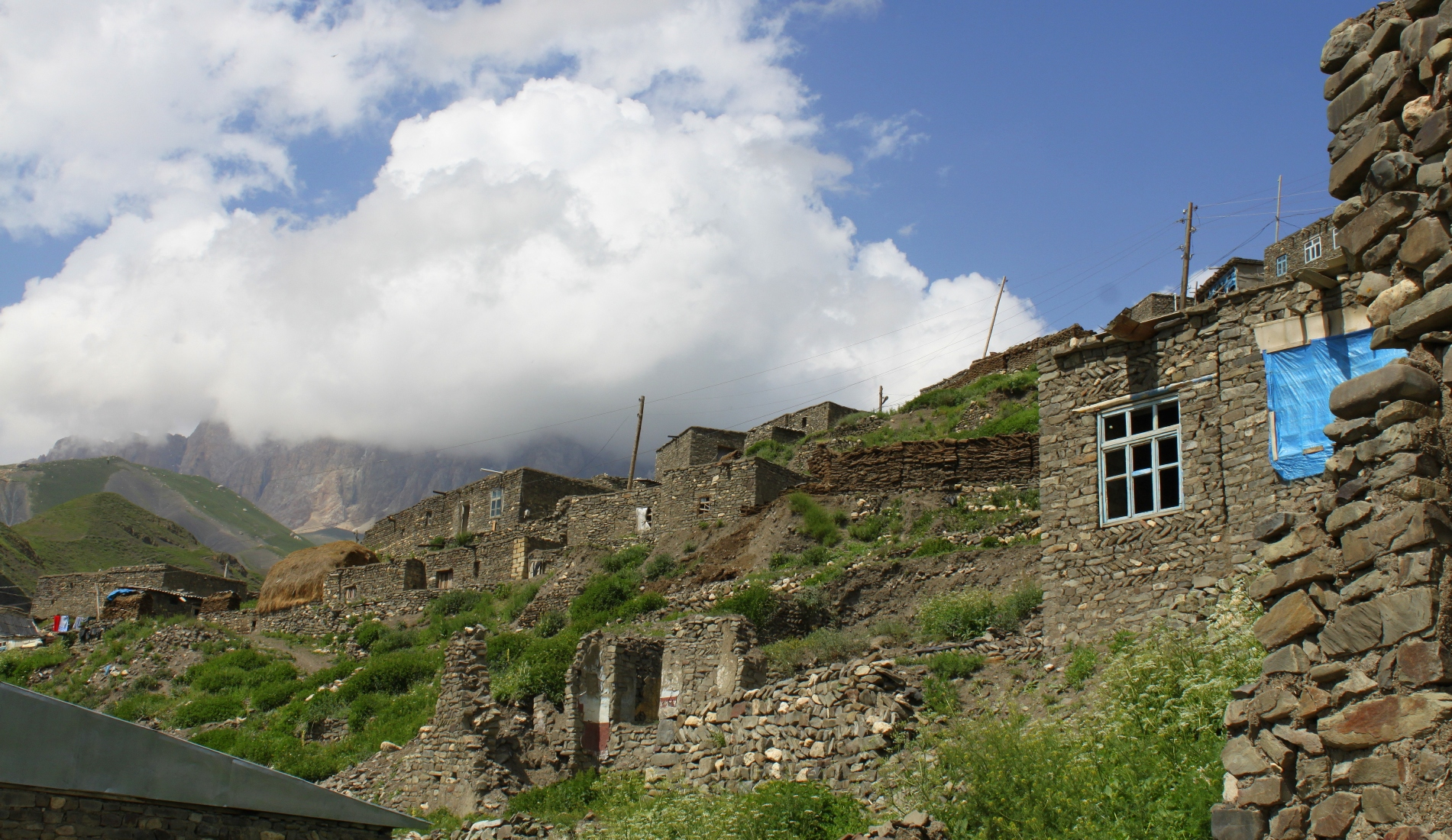
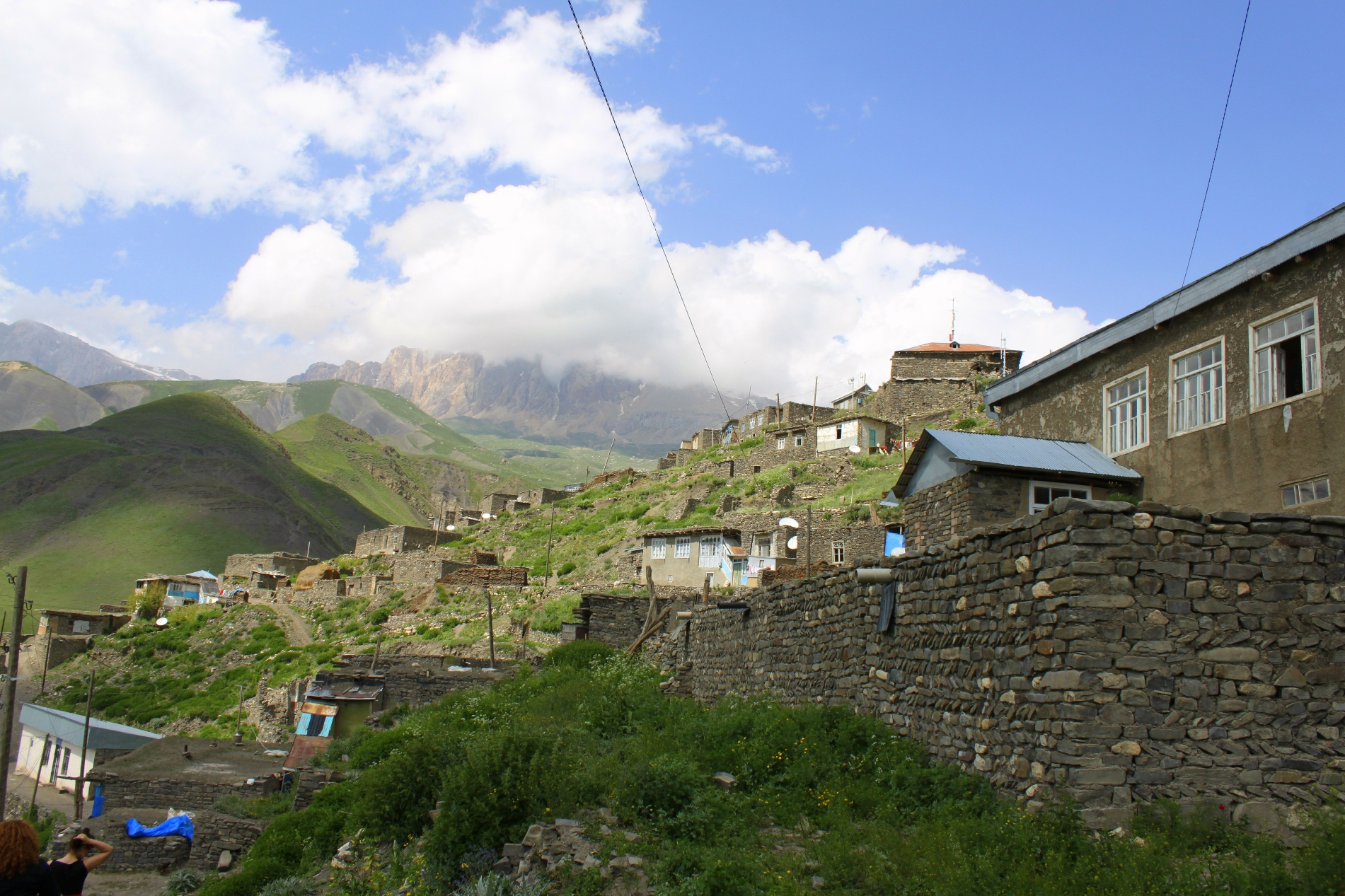
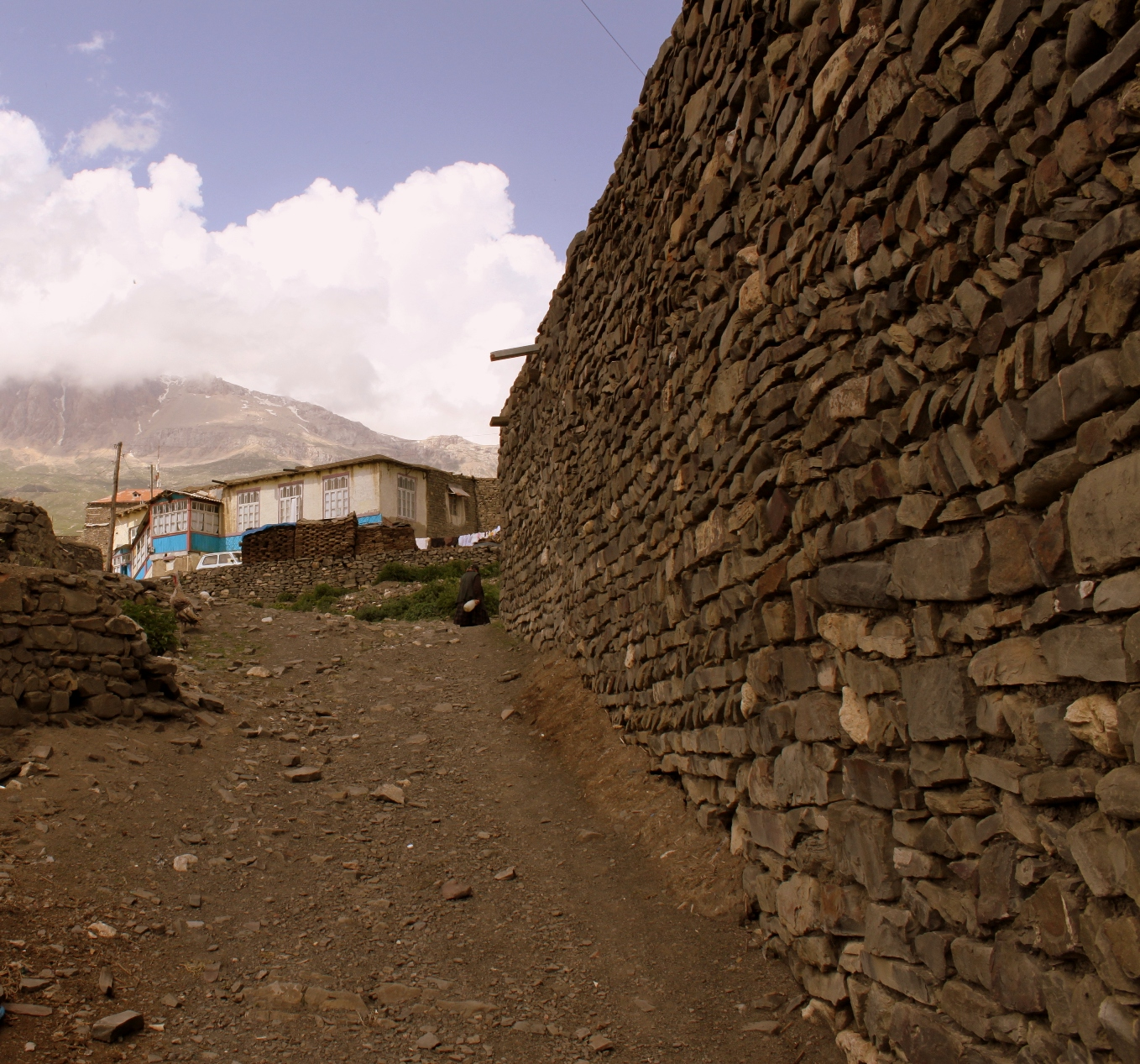
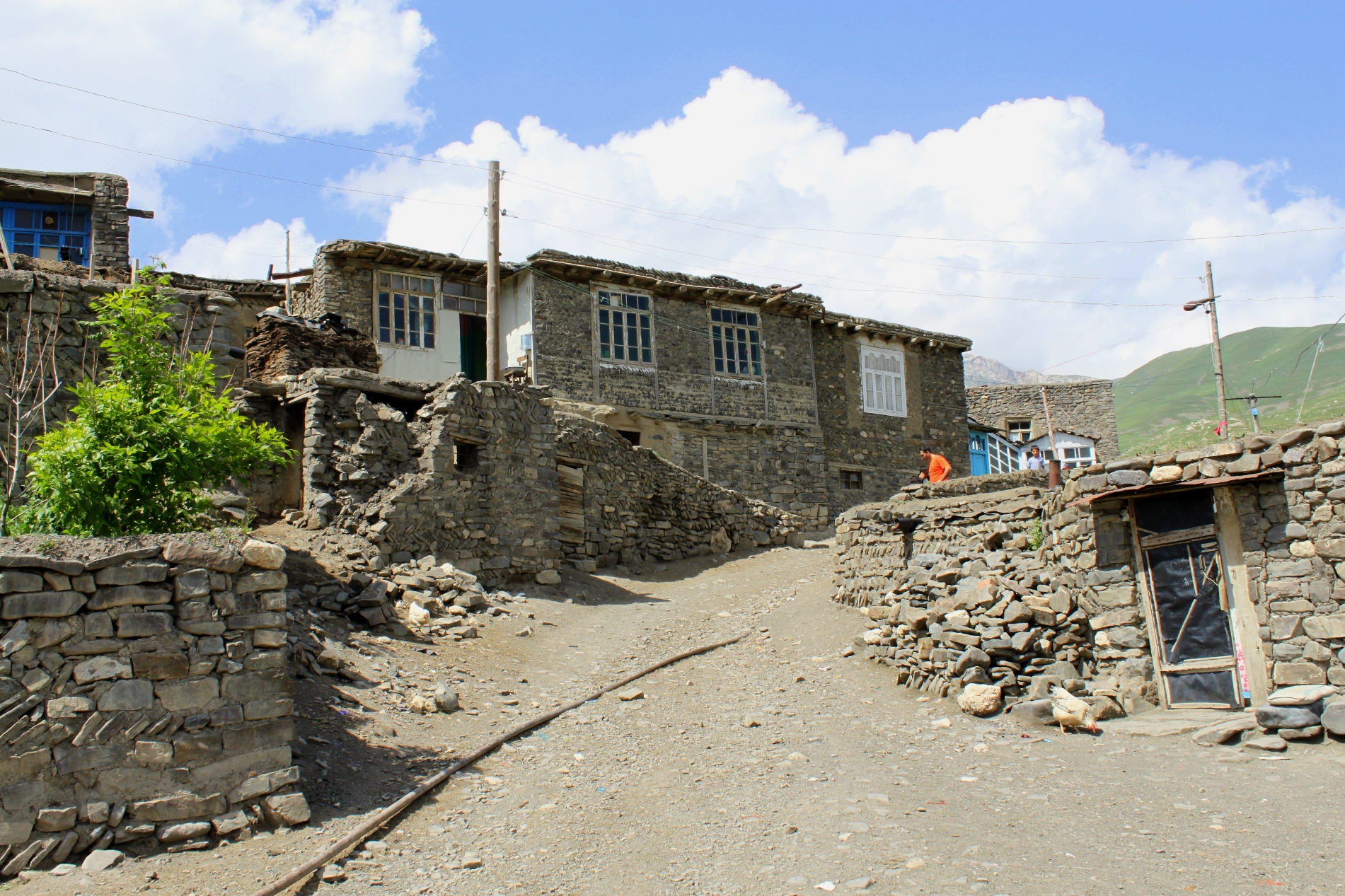
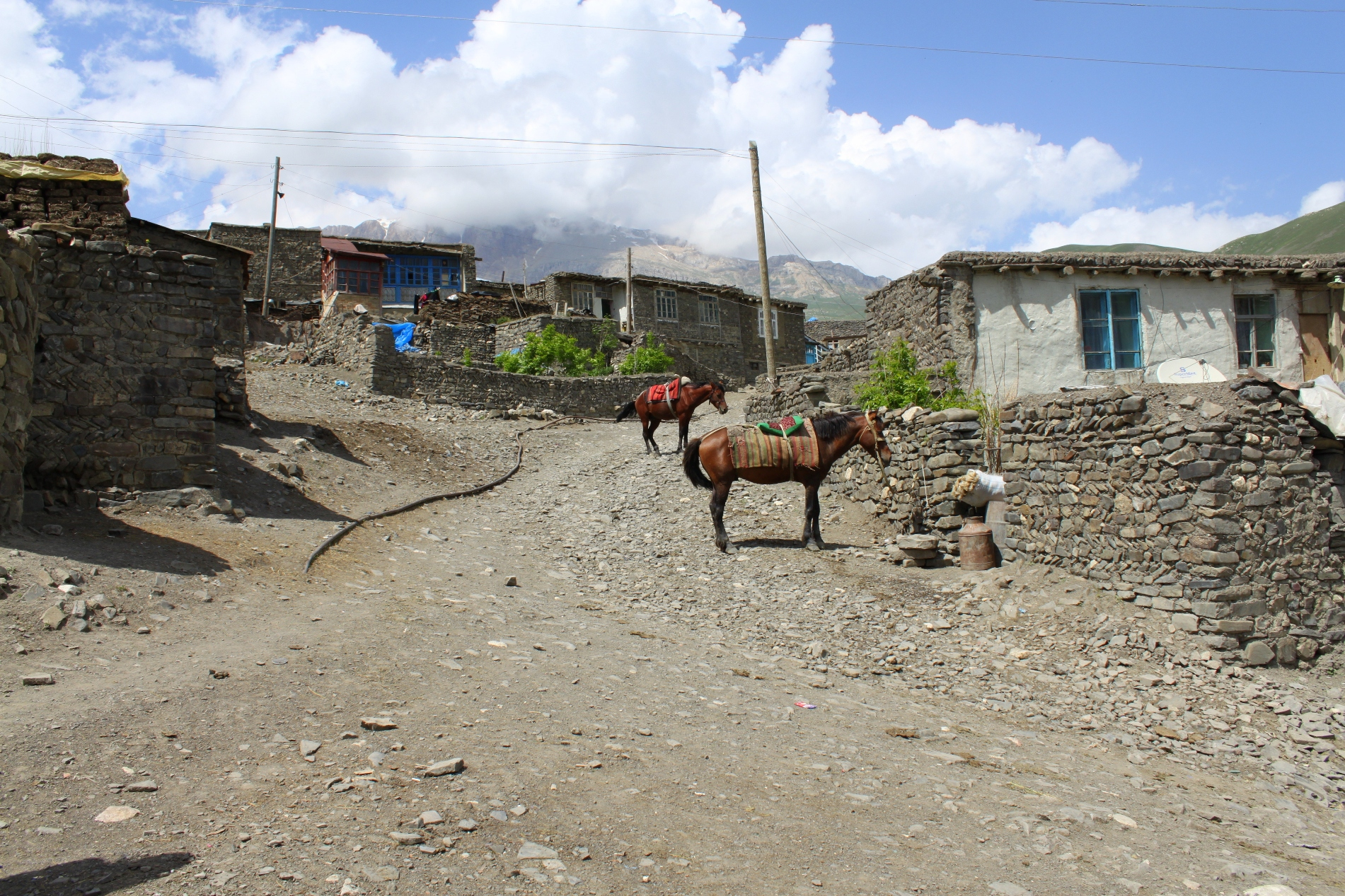
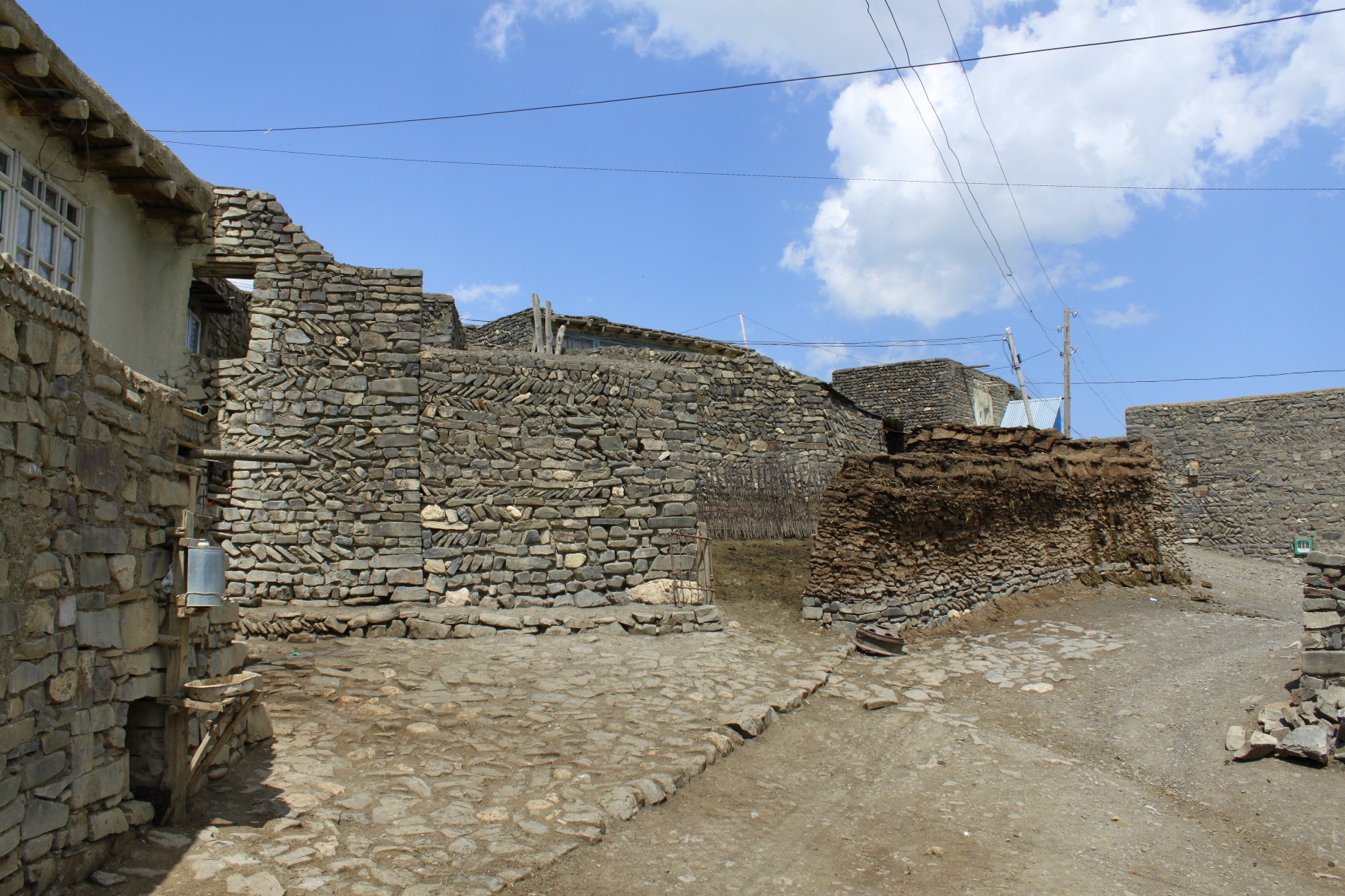
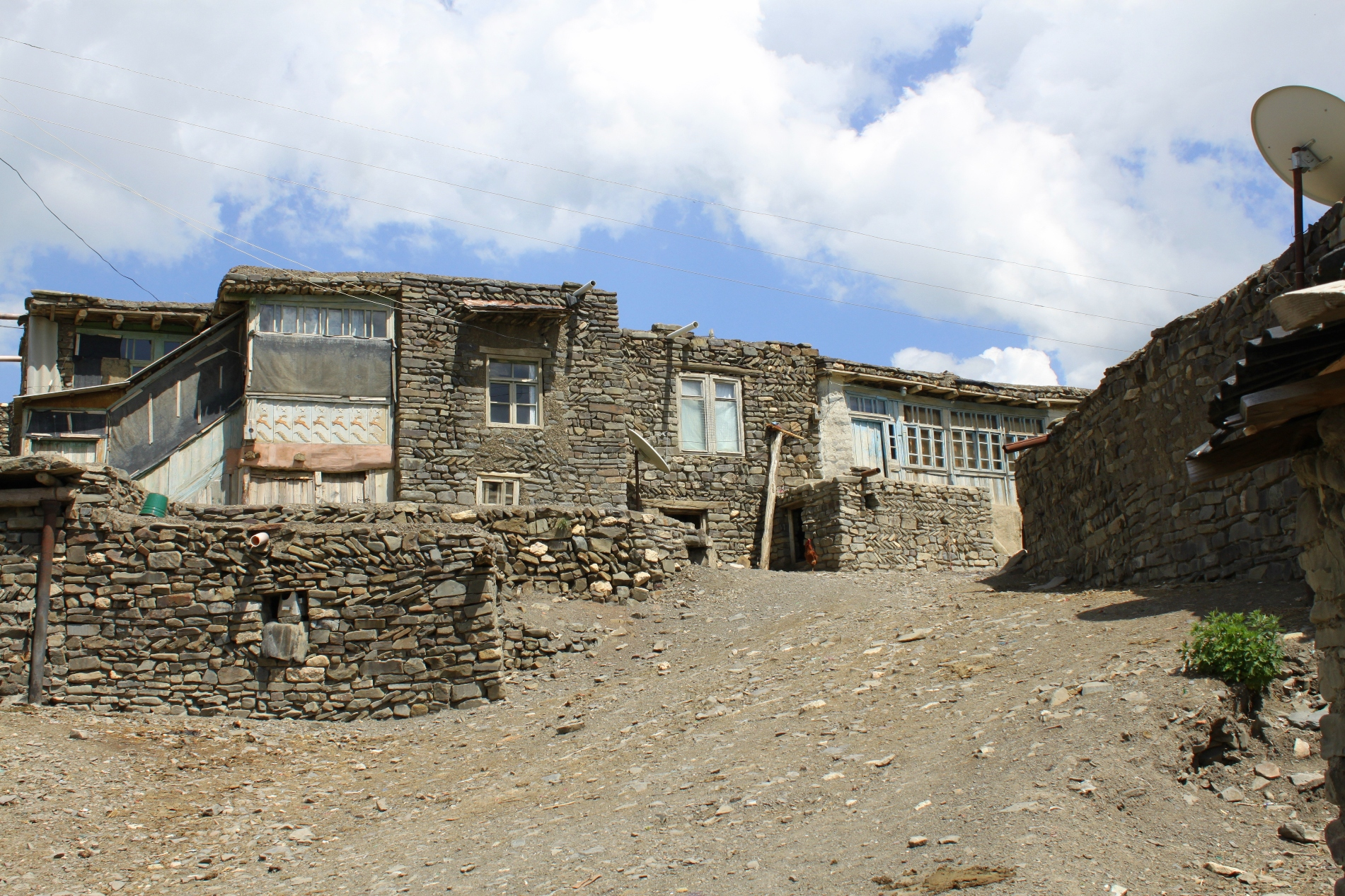
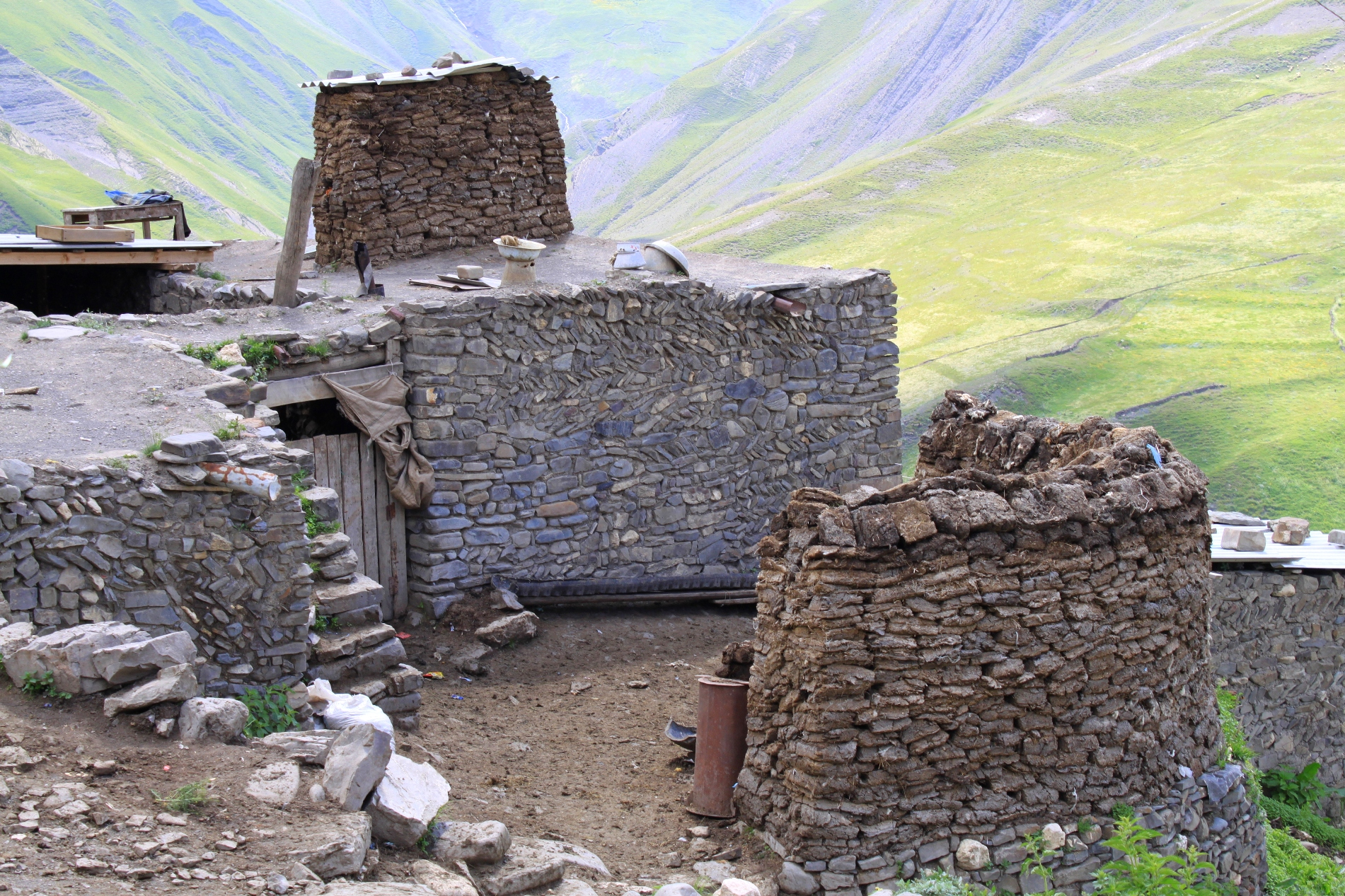
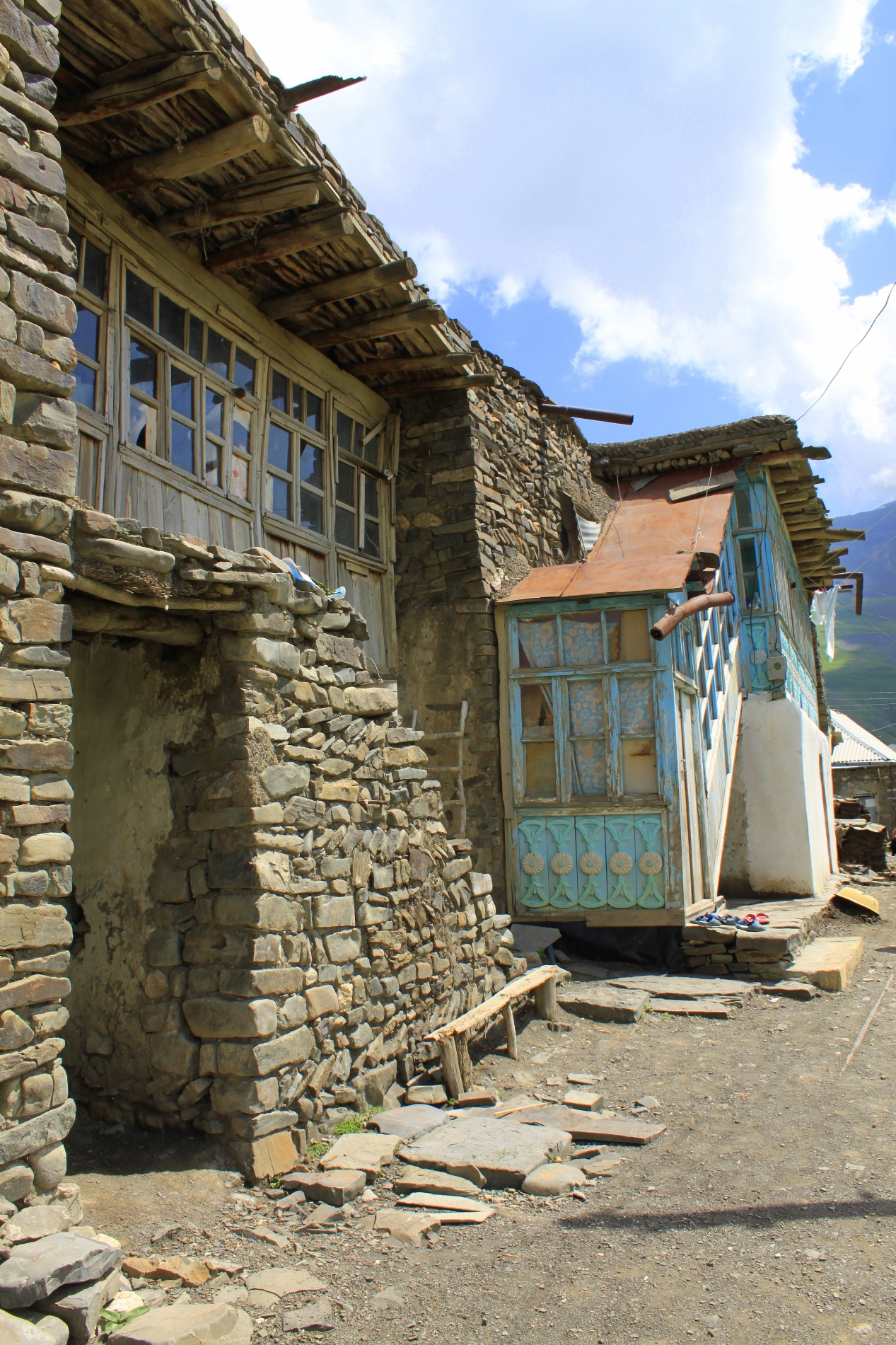
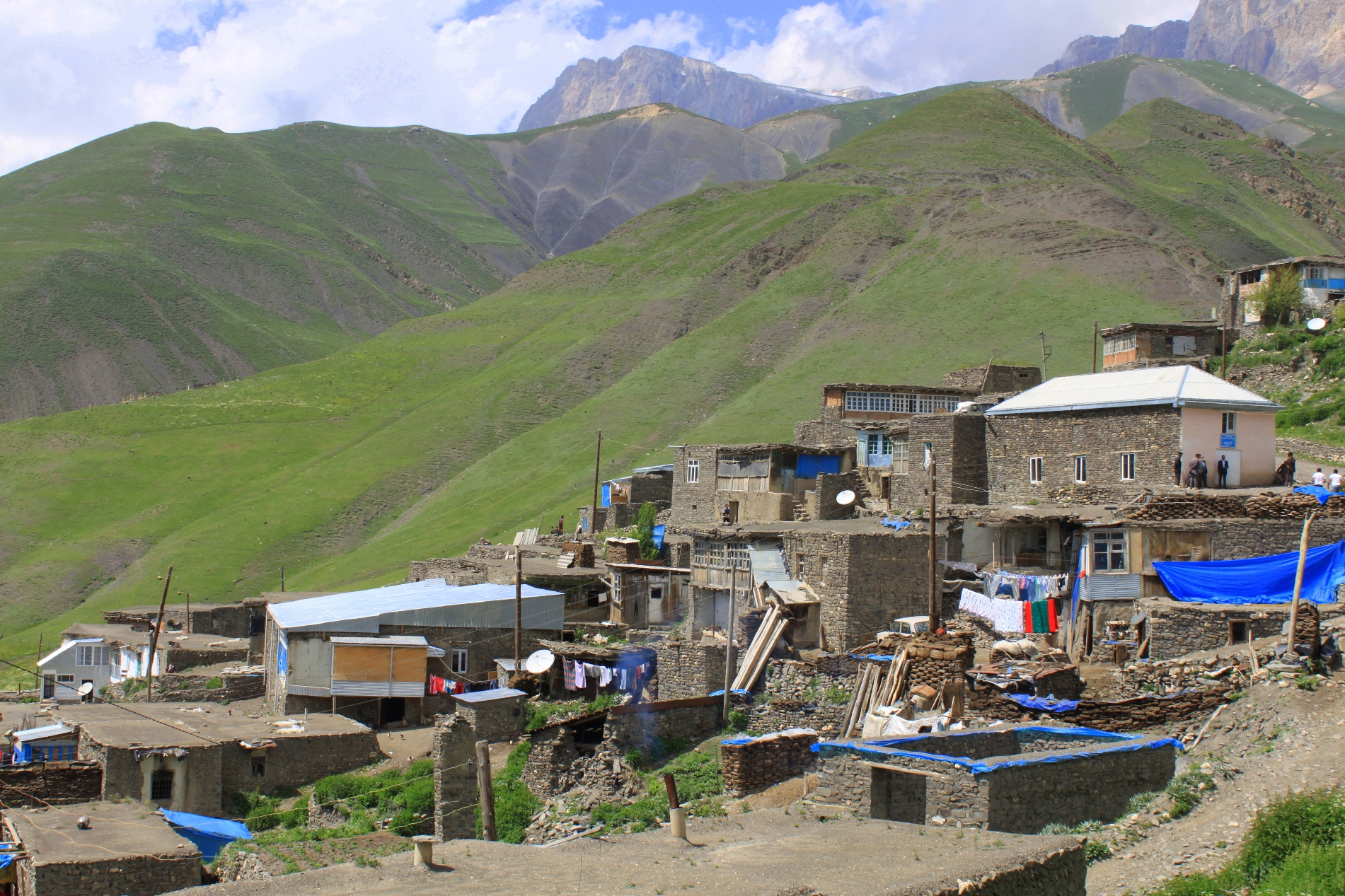
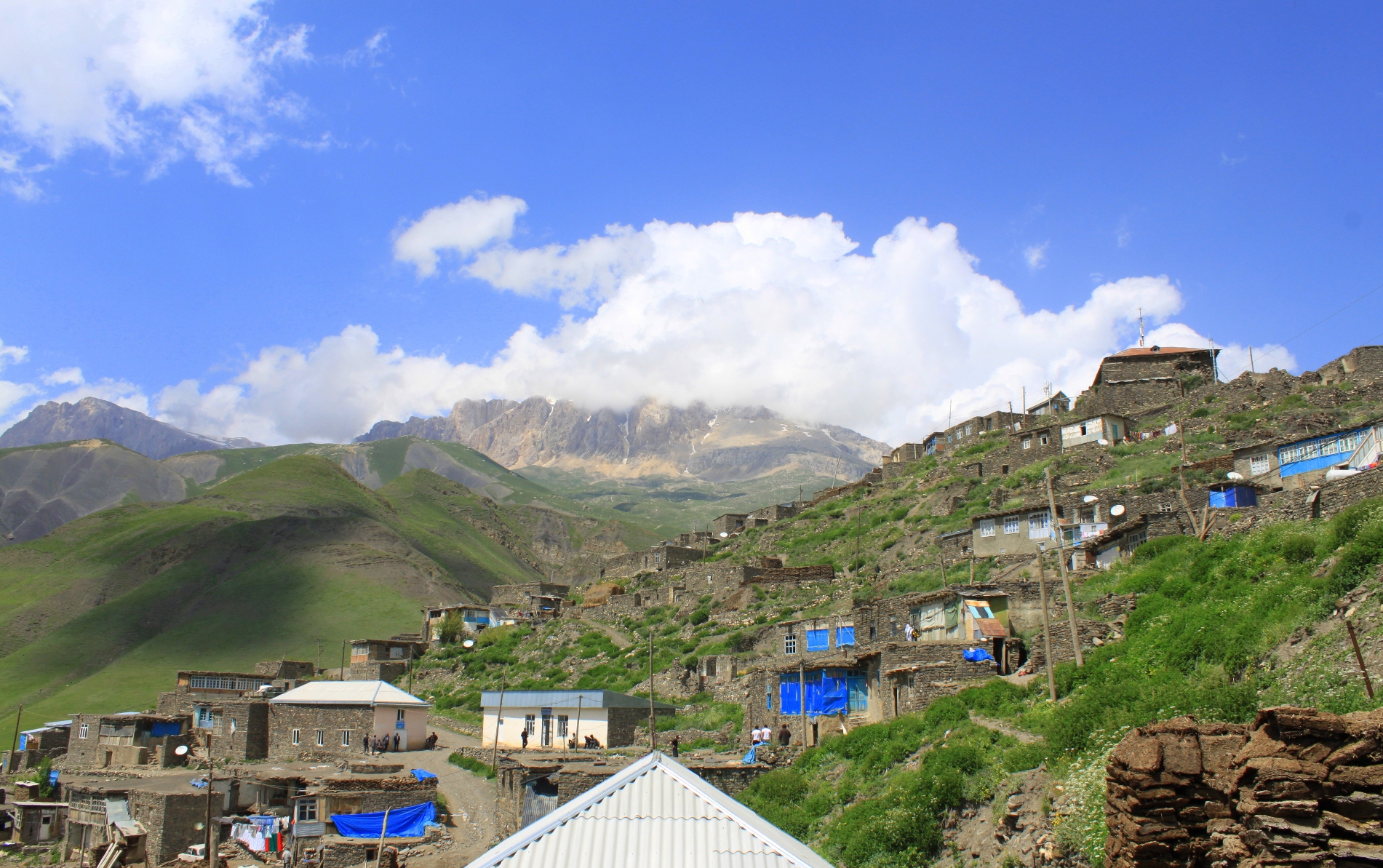
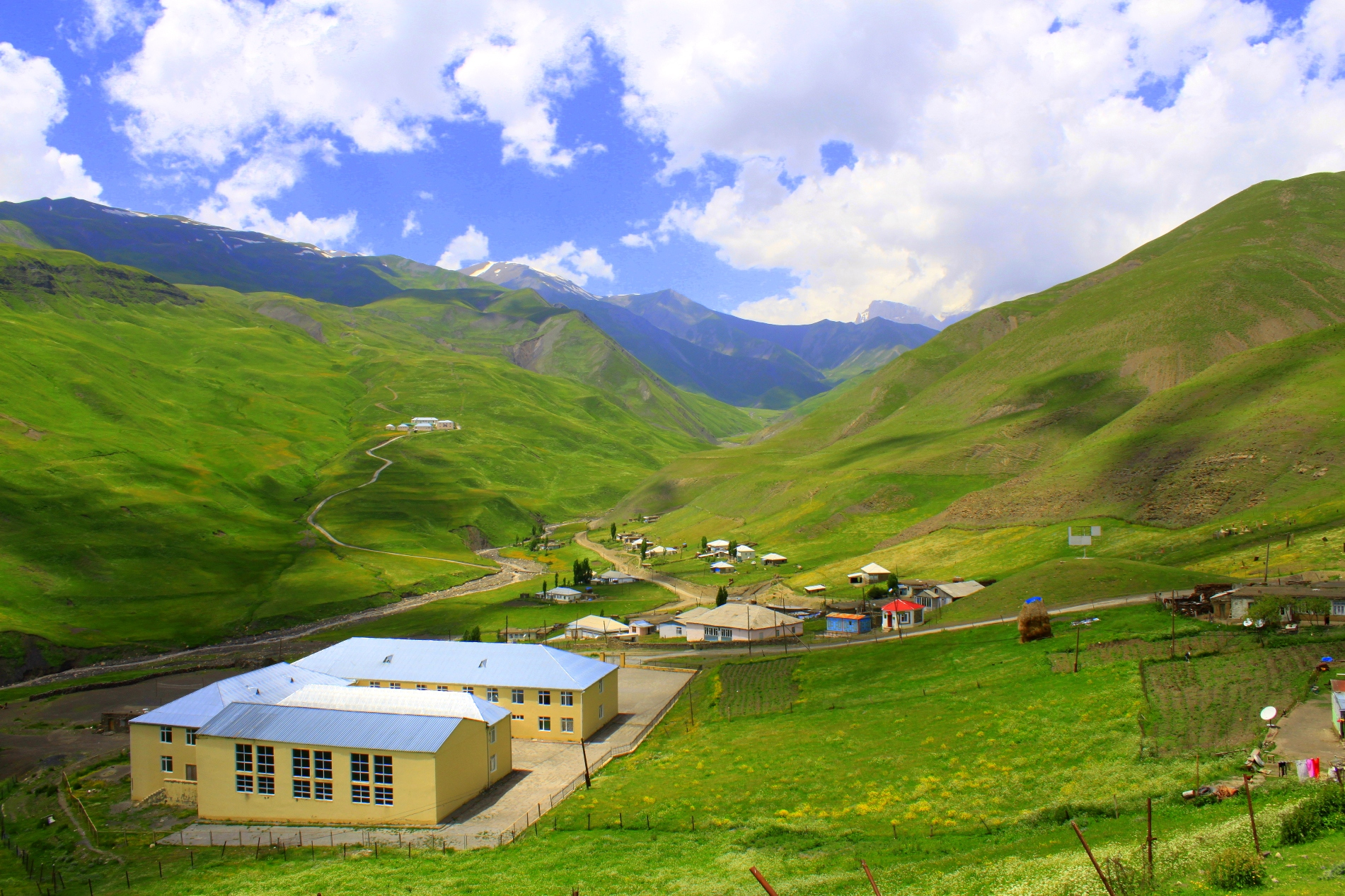
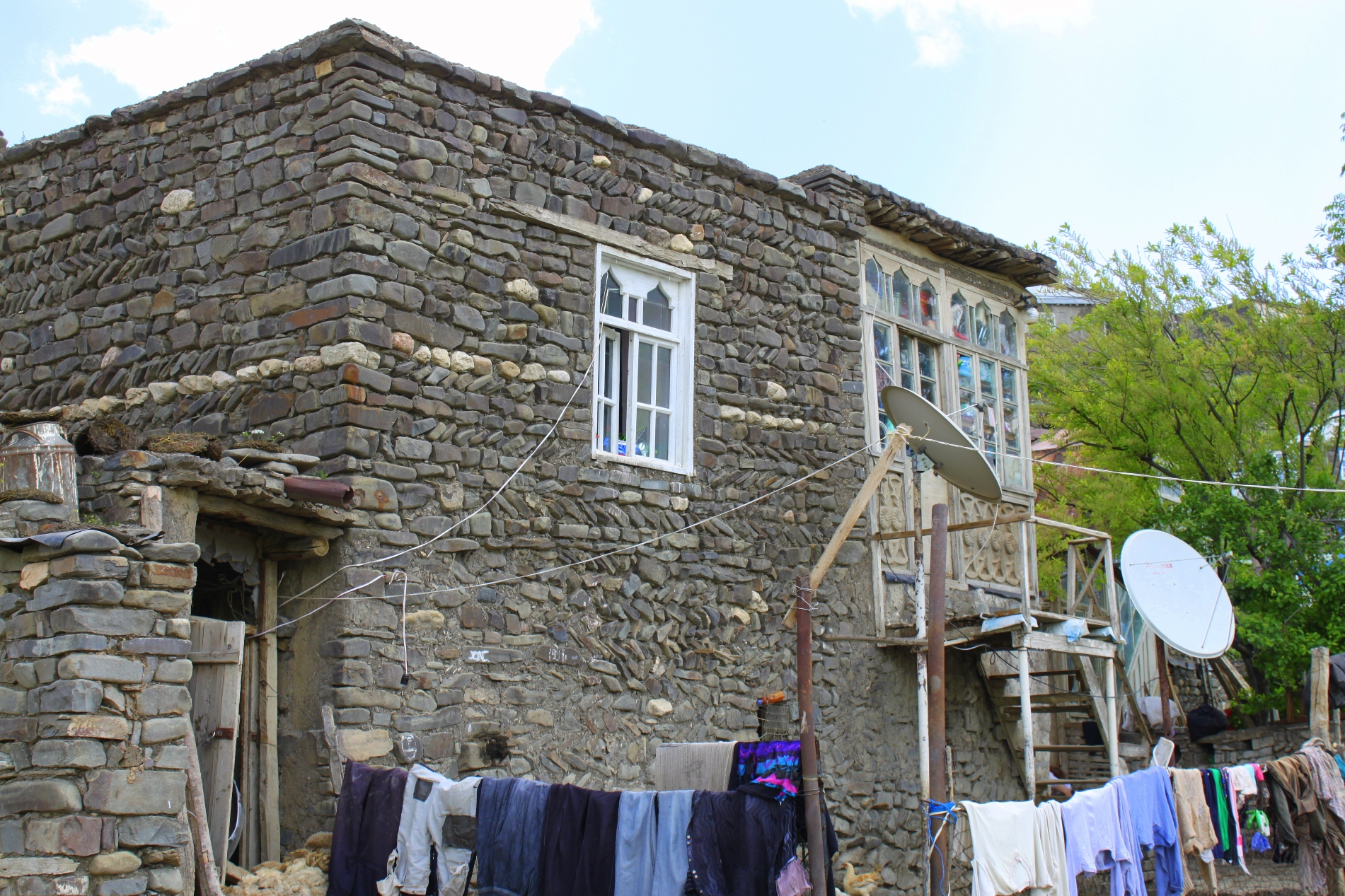
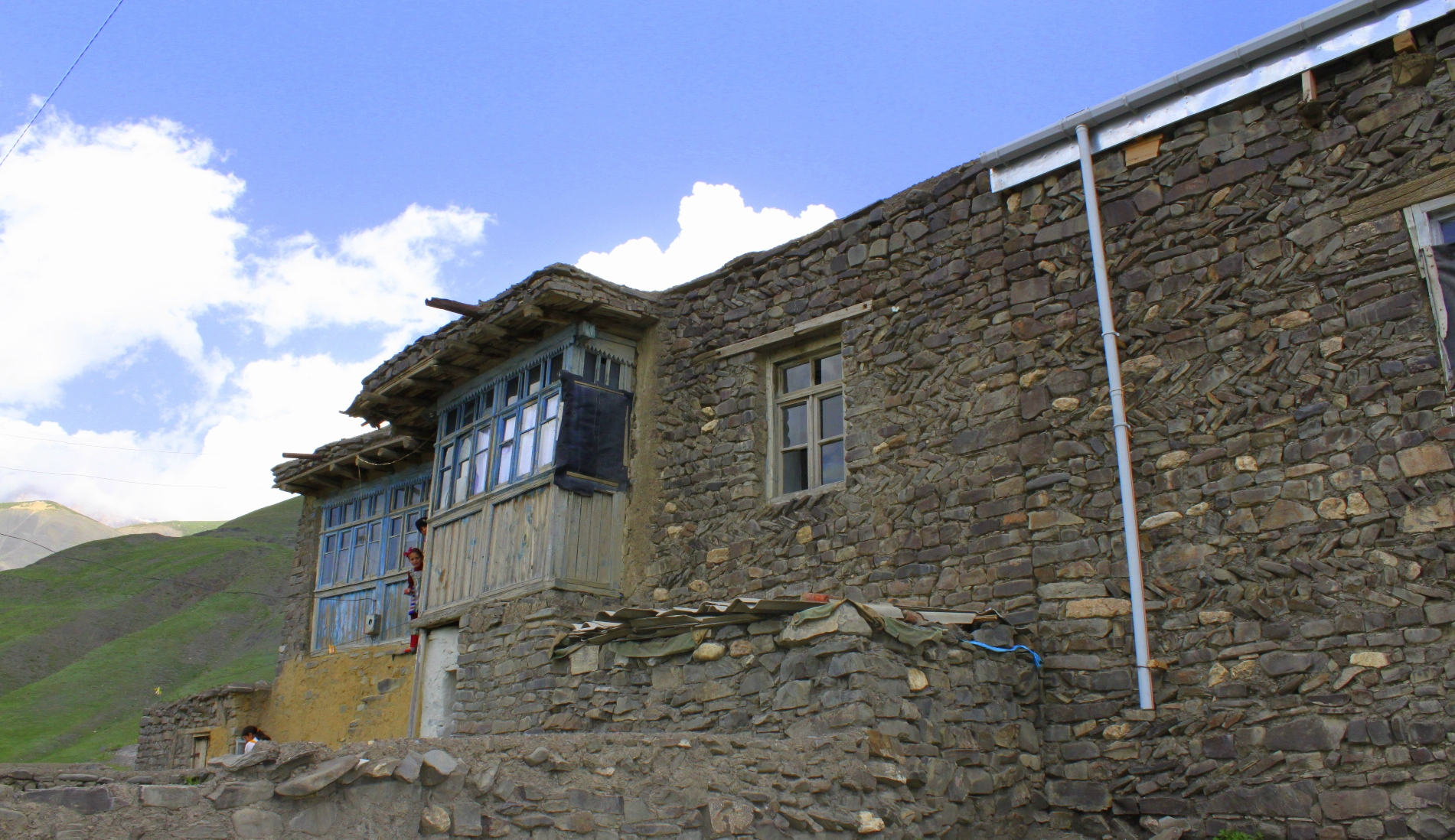
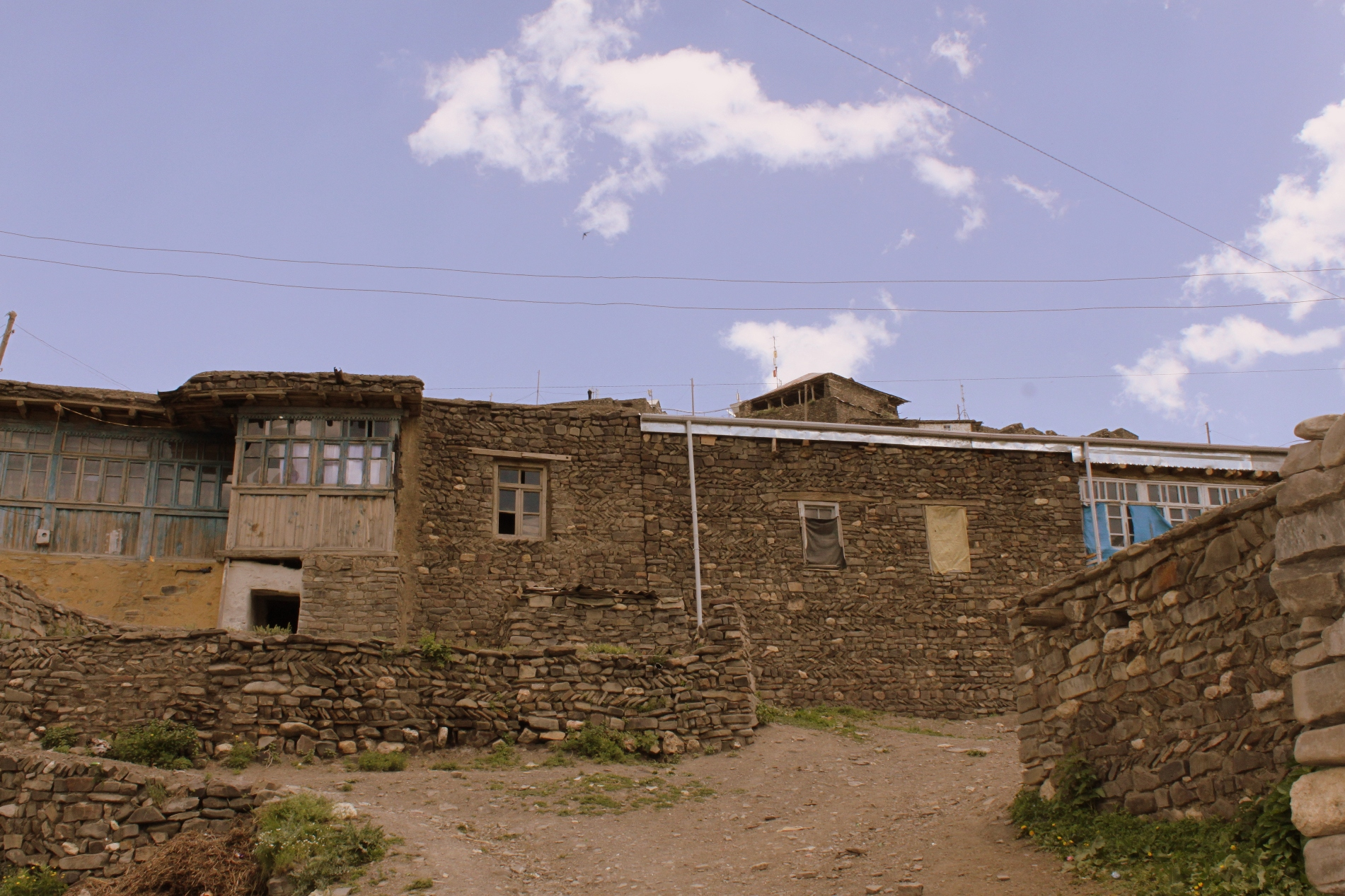
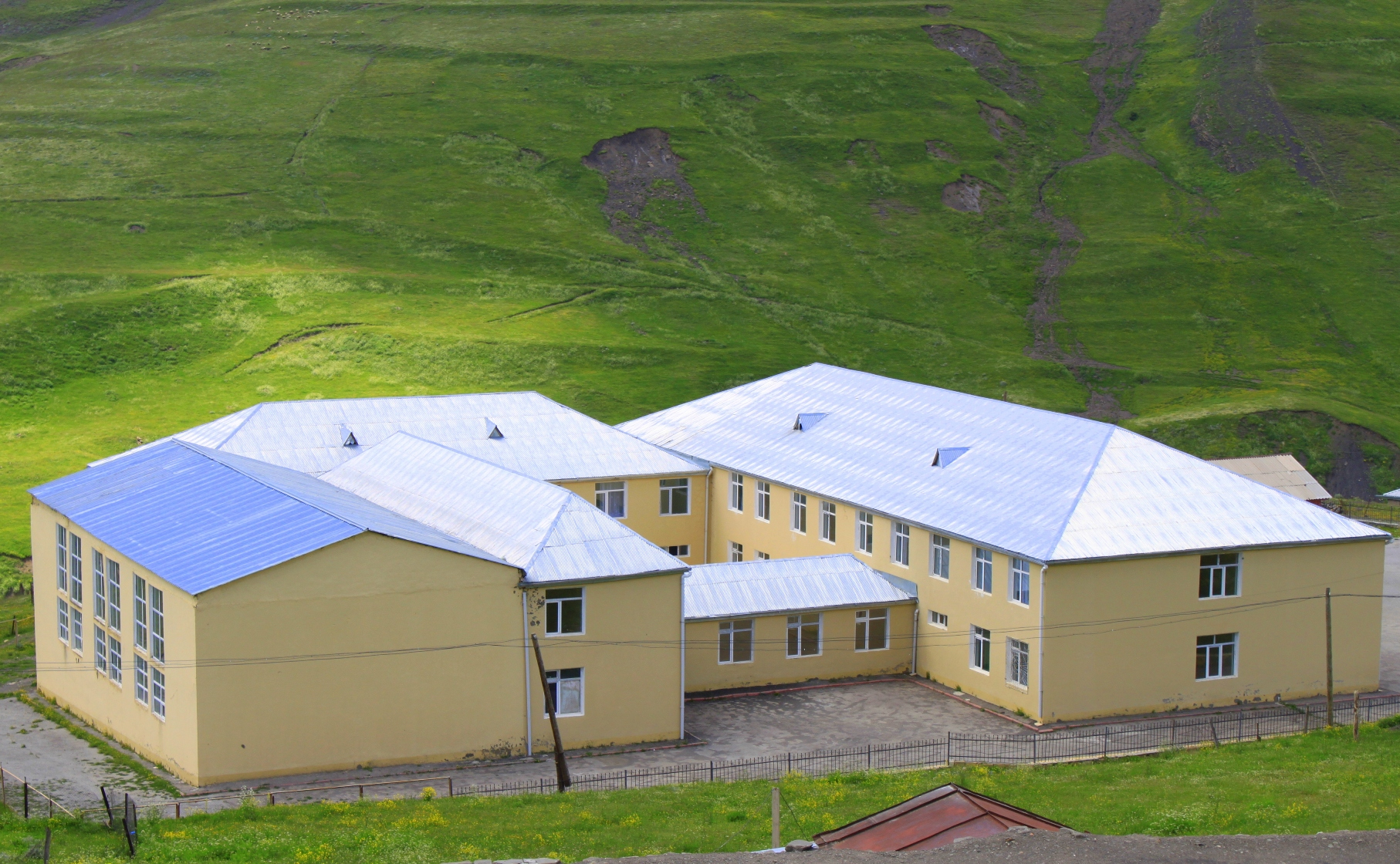
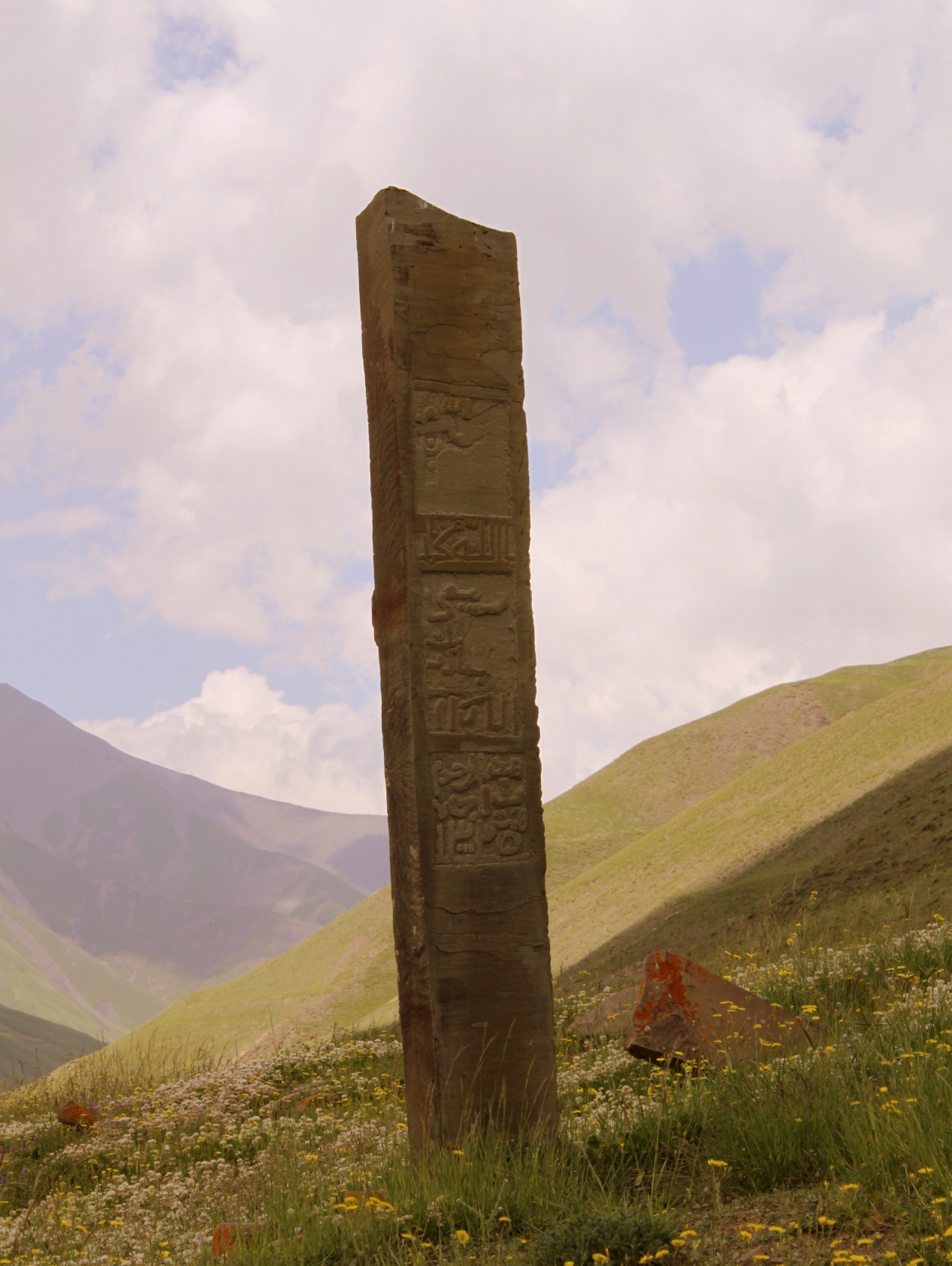
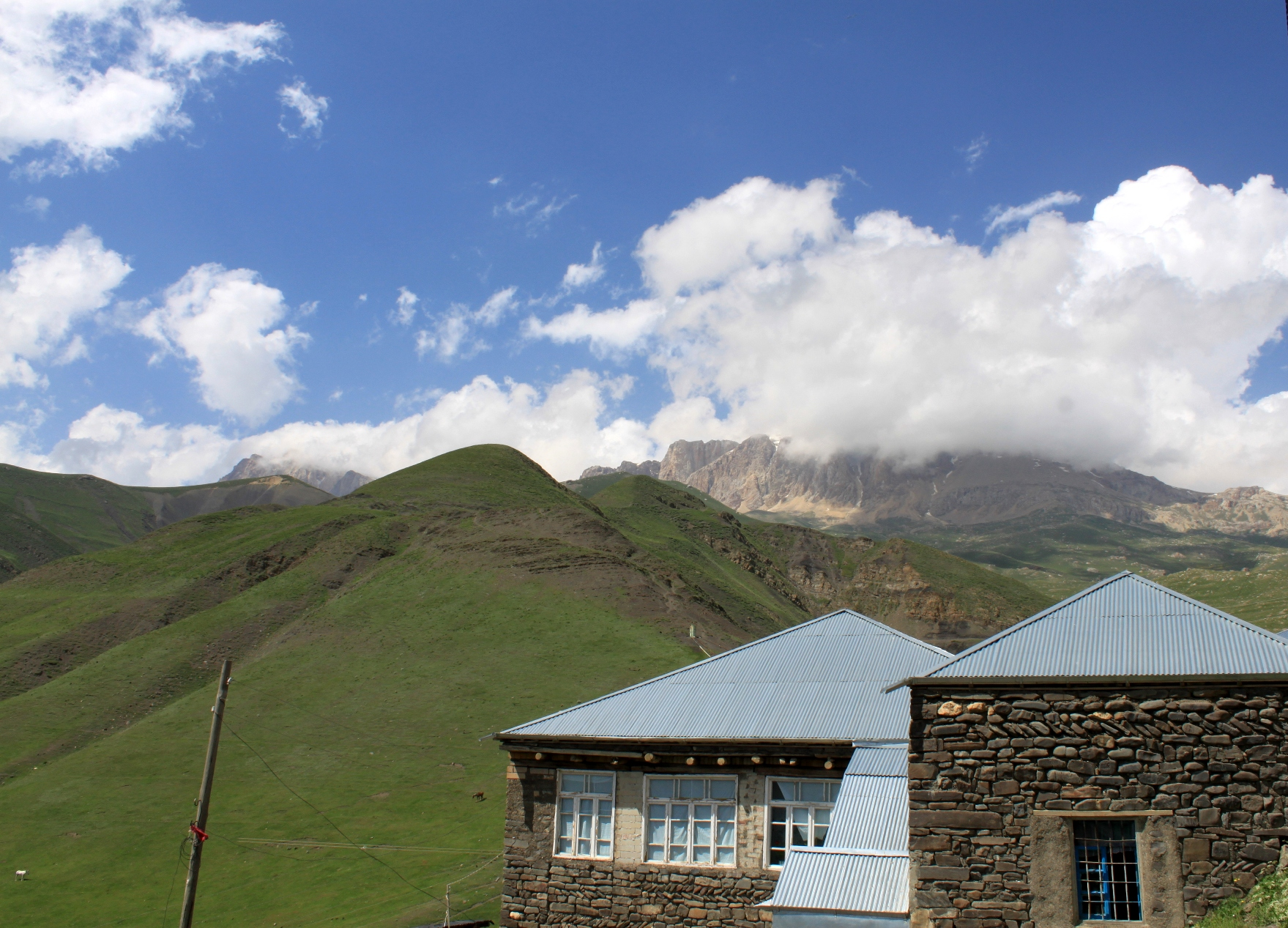

Хиналигці

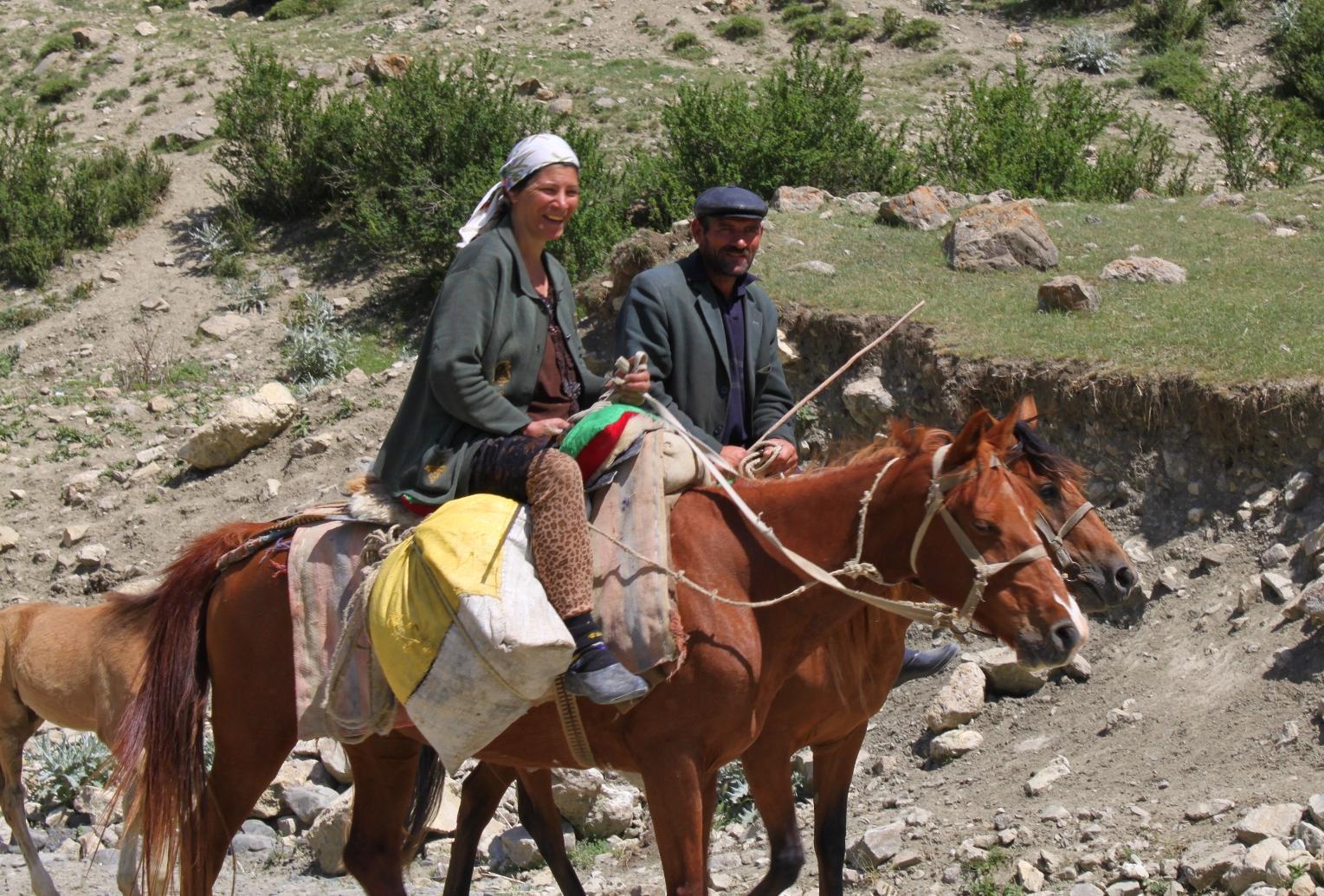
Азім і Махбуба Новрузови мешканці села.
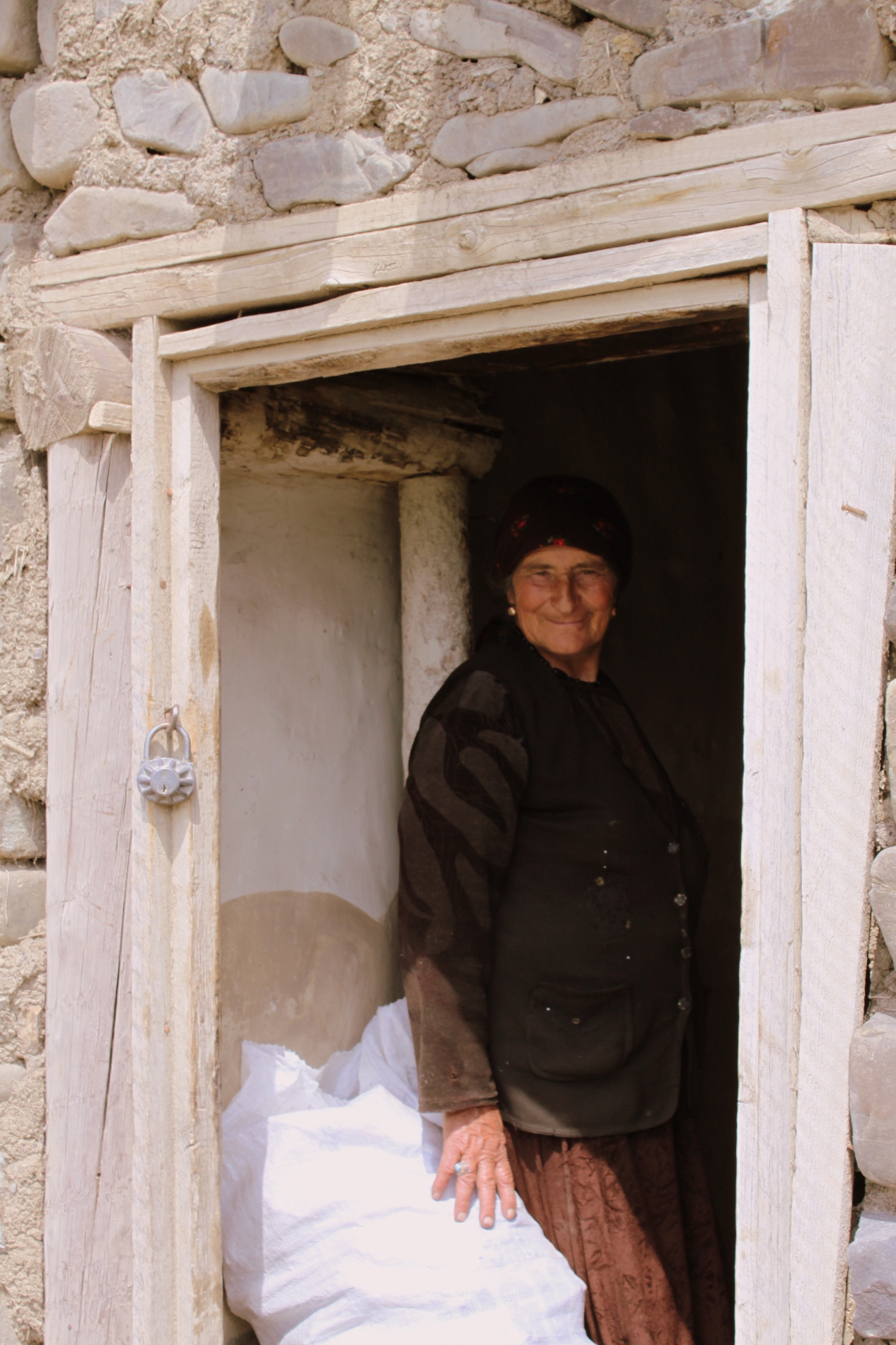
Шюкуфа Азімова мешканка села.
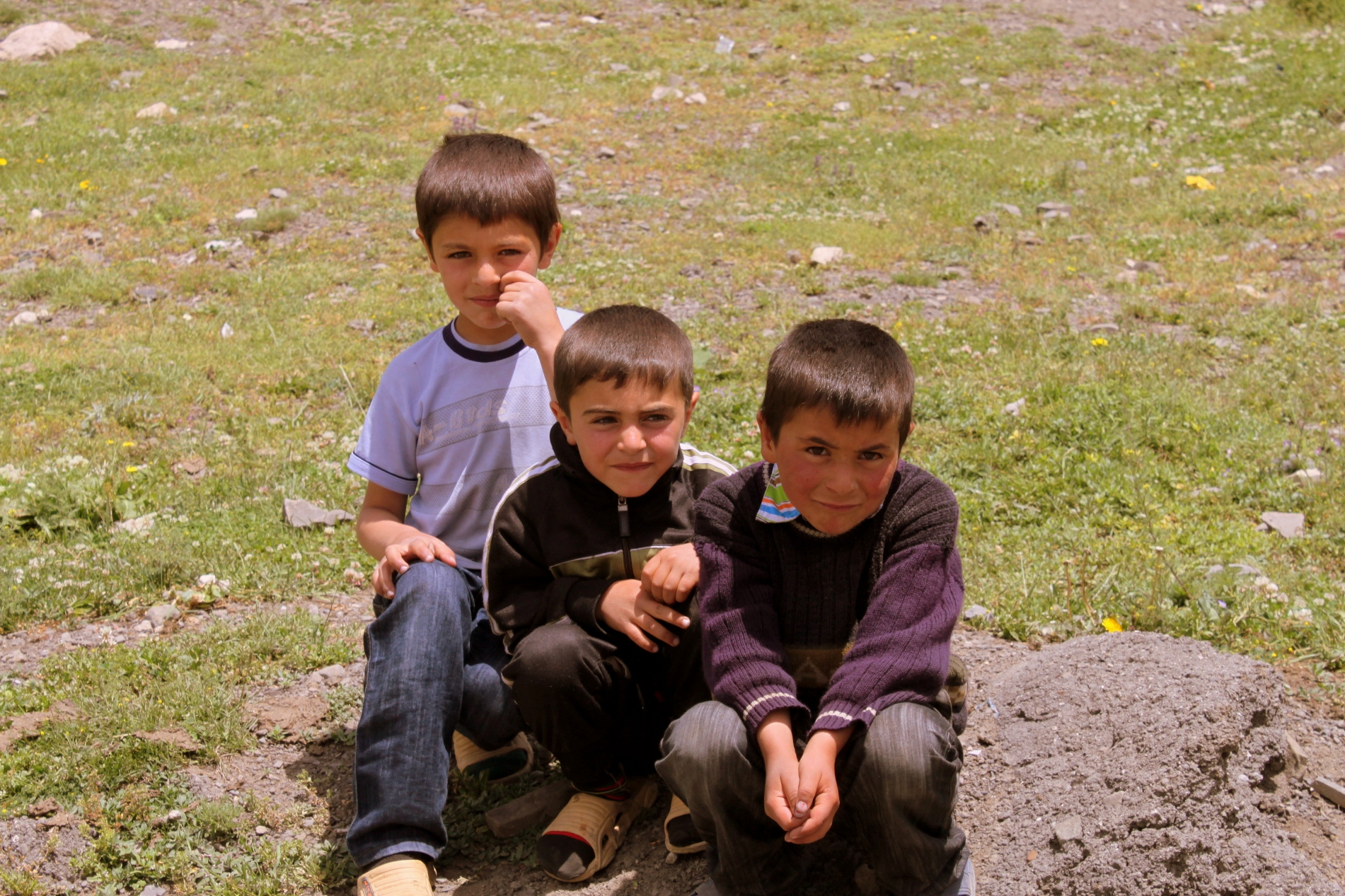
Діти з села.
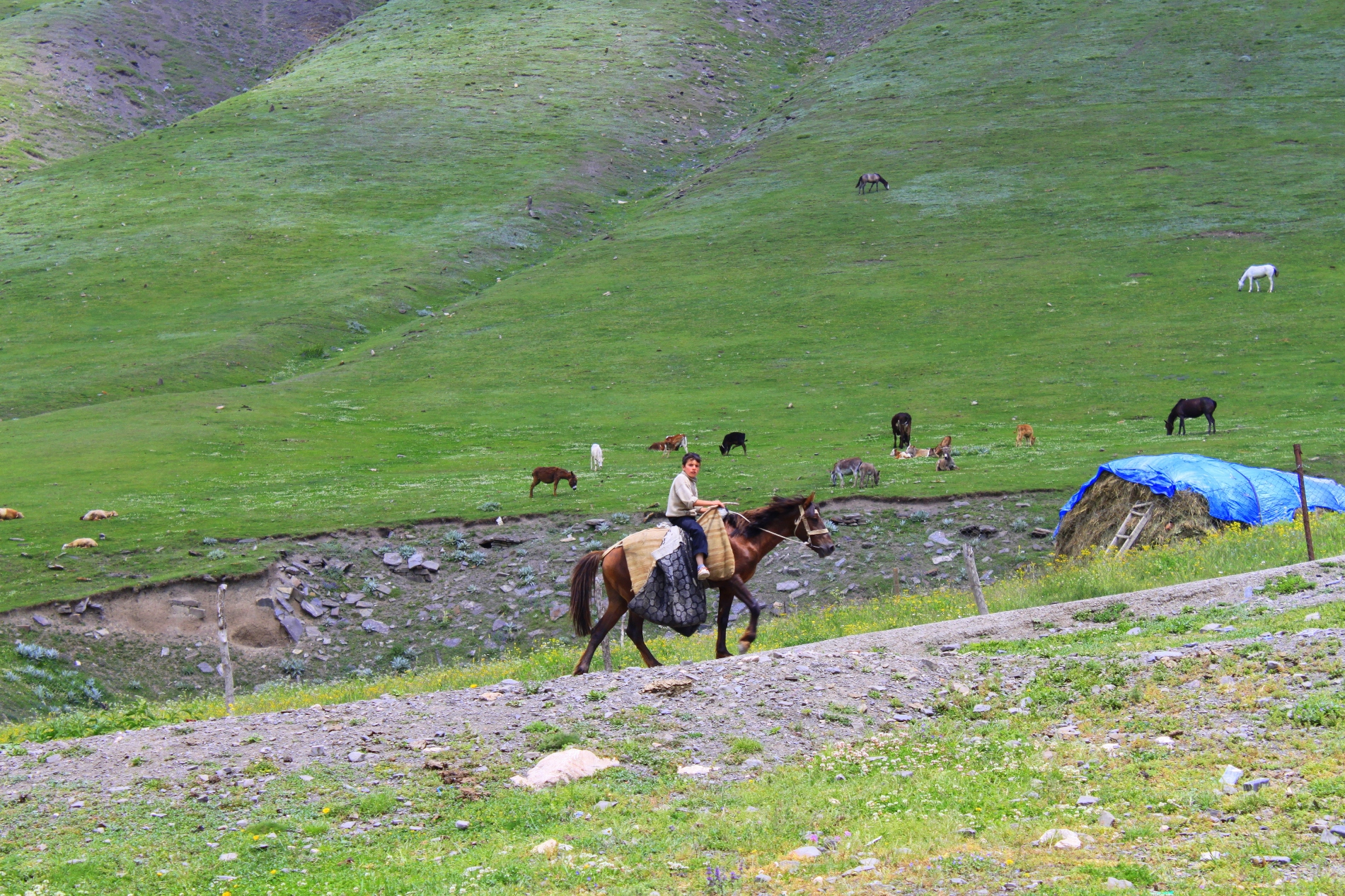
Житель села.